# Wanrong
Wanrong (em chinês:  婉容; Pequim, 13 de novembro de 1906–Yanji, 20 de junho de 1946), do clã Manchu Estandarte Branco Simples Gobulo, foi a esposa e imperatriz consorte de Pu Yi, o último imperador da China. Ela às vezes é chamada anacronicamente de Imperatriz Xuantong, referindo-se ao nome da época de Pu Yi. Ela foi a imperatriz consorte titular da antiga Dinastia Qing desde seu casamento em 1922 até o exílio da família imperial em novembro de 1924.  Mais tarde, ela se tornou a imperatriz consorte do estado fantoche japonês de Manchukuo, no nordeste da China, de 1934 até a abolição da monarquia em agosto de 1945, no final da Segunda Guerra Mundial. Ela foi homenageada postumamente com o título de Imperatriz Xiaokemin.
Durante a invasão soviética da Manchúria no final da Segunda Guerra Sino-Japonesa em 1945, Wanrong foi capturada por guerrilheiros comunistas chineses e transferida para vários locais antes de ser colocada em um campo de prisioneiros em Yanji, Jilin. Ela morreu na prisão em junho de 1946 e seus restos mortais nunca foram encontrados. Em 23 de outubro de 2006, o irmão mais novo de Wanrong, Runqi, realizou um enterro ritual para ela nas Tumbas Ocidentais de Qing.

## Outros nomes
Seu nome de cortesia era Muhong (慕鴻)  e seu nome artístico era Zhilian. Ela também adotou um nome ocidental, Elizabeth, que foi inspirado na Rainha Elizabeth I da Inglaterra. 

## Biografia
Wanrong nasceu no clã Gobulo (郭布羅) em 13 de novembro de 1906,  que se traduz no 32º ano do segundo mês do quarto dia do reinado do Imperador Guangxu, sob o Estandarte Branco Simples dos Oito Estandartes e de ascendência Daur.  
Seu pai, Rongyuan (榮源)  ocupou cargos sob a dinastia Qing até a Revolução Xinhai. Quando Wanrong se tornou imperatriz em 1922, seu pai conseguiu um emprego no Departamento da Casa Imperial até que Wanrong foi expulso.  A mãe biológica de Wanrong, Aisin-Gioro Hengxin (恒馨) morreu quando Wanrong tinha dois anos.    Wanrong foi criada por sua madrasta, Aisin-Gioro Hengxiang (恆香). Wanrong tinha um irmão, Runliang (潤良) , bem como um meio-irmão, Runqi (潤麒).  A família morava em Di'anmen, no distrito de Dongcheng, em Pequim. 
Ao contrário de muitos de seus contemporâneos, Rongyuan acreditava na igualdade de gênero no que diz respeito à educação, por isso providenciou para que Wanrong fosse educada da mesma maneira que seus irmãos. Wanrong frequentou uma escola missionária americana em Tianjin.   

## Casamento com Pu Yi
A dinastia Qing foi derrubada em 1912 e substituída pela República da China, marcando o fim de milhares de anos de domínio imperial na China. A antiga família imperial recebeu privilégios especiais do governo republicano, o que lhes permitiu manter os seus títulos imperiais e ser tratados com respeito.  Pu Yi, o Último Imperador abdicado, foi autorizado a realizar um casamento em estilo imperial na Cidade Proibida. 
Pu Yi, na época com 16 anos, viu uma seleção de fotos de mulheres jovens para ele escolher.  Mais tarde, Pu Yi afirmou que os rostos eram pequenos demais para serem distinguidos.  Ele selecionou Wenxiu, uma menina de 12 anos, mas a decisão foi contestada pela ex-concubina viúva Wenjing com base em seu status e aparência.  As consortes viúvas sugeriram que Pu Yi escolhesse Wanrong, que tinha mais ou menos a mesma idade e antecedentes familiares semelhantes aos dele. Como ele já havia escolhido Wenxiu, eles decidiram que ele se casaria com Wanrong e Wenxiu como esposas primárias e secundárias, de acordo com a tradição Manchu.  Depois que Wanrong foi selecionada, ela voltou para Pequim para se preparar para o casamento.  Um grupo de eunucos do palácio foi enviado à sua casa para prepará-la para um casamento imperial. Runqi, irmão de Wanrong, disse que: "Eles a ensinaram como se curvar e se comportar com o imperador. Ela se rebelou. Ela estava farta das lições e infeliz por se casar com alguém que nunca havia conhecido antes." No entanto, ela finalmente cedeu ao casamento. 

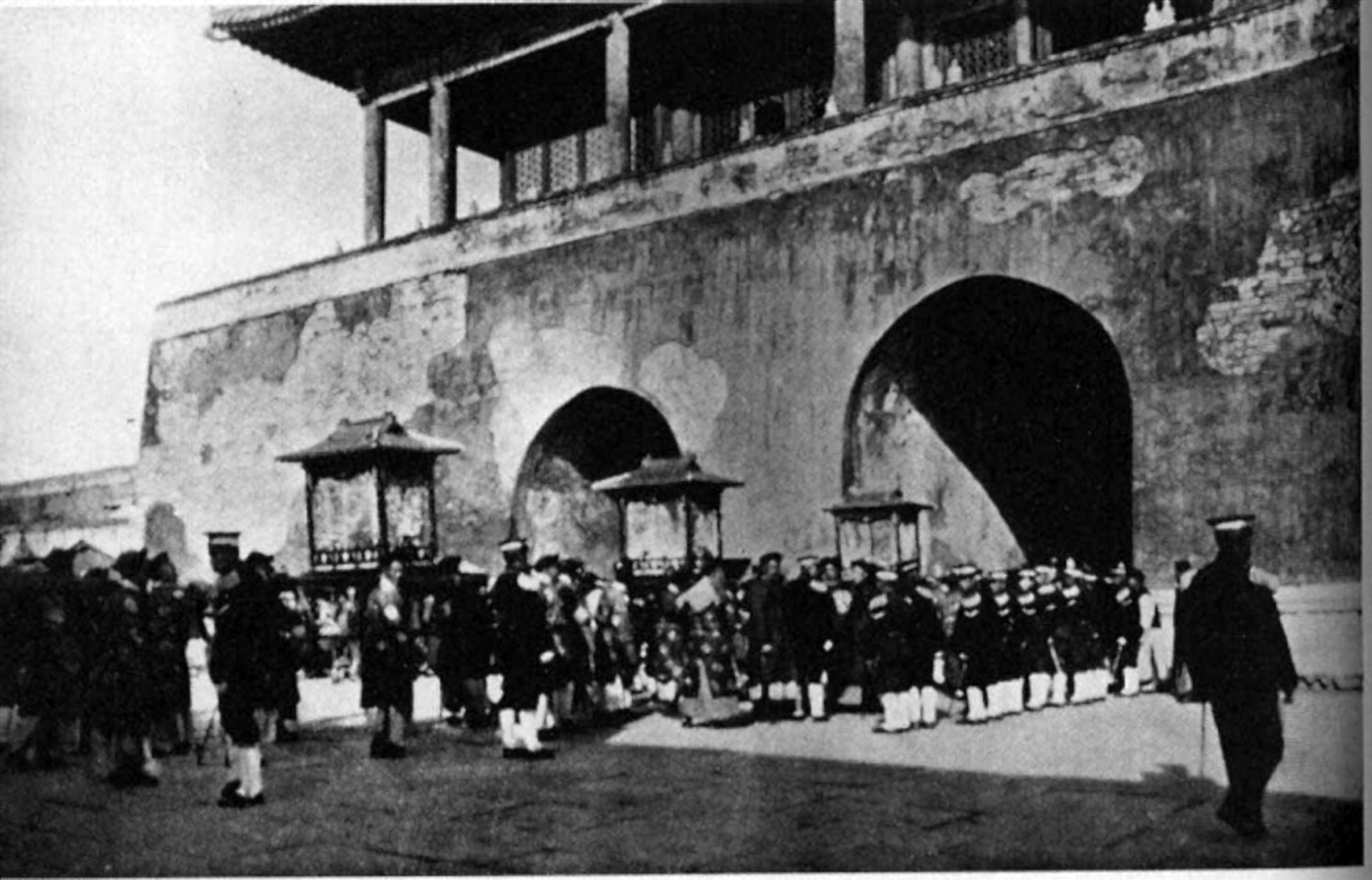
A cerimônia de casamento de Pu Yi e Wanrong

O casamento de Wanrong incluiu três cerimônias tradicionais, antes e depois das grandes núpcias: A cerimônia dos presentes de noivado, na qual uma grande procissão apresentou presentes de Pu Yi em sua casa; a cerimônia Daizheng, em que o Imperador enviava mensageiros à casa da noiva para informá-la da data do casamento; e a cerimônia de atribuição do título, na qual o Livro da Imperatriz A atribuição do título foi apresentado a Wanrong em sua casa. De acordo com a tradição manchu, ela passou por cima de uma grande fogueira, de uma sela e de uma maçã no dia do casamento. 
O escritor de viagens americano Richard Halliburton, que esteve presente no evento, descreveu-o da seguinte forma: “Às quatro da manhã, este lindo espetáculo percorreu as ruas enluaradas de Pequim a caminho do palácio-prisão. o povo aglomerava-se na linha de marcha. Uma floresta de flâmulas brilhava e flutuava... dragões dourados em seda preta, dragões azuis em seda dourada; e lanternas oscilantes, e quiosques dourados contendo as vestes cerimoniais da noiva, e príncipes a cavalo cercados por seus séquitos coloridos. Havia música mais do que suficiente. Por último, veio o sedã da noiva, decorado com brocado amarelo, coberto com um grande dragão dourado e carregado por dezesseis nobres. Segui de perto a cadeira envolta e me perguntei sobre o estado da mente da menina lá dentro. Indo direto para a prisão, ela estava a ponto de renunciar para sempre à liberdade que até então desfrutava... A procissão seguiu em direção ao 'Portão do Destino Propício', uma das entradas para o palácio e parou diante dele. Tochas acenderam. Houve confusão e sussurros moderados. Mandarins e funcionários da corte corriam de um lado para outro. Lenta e sombriamente, os grandes portões se abriram. Pude olhar para dentro do pátio e ver a avenida resplandecente de lâmpadas por onde a procissão se deslocaria até a sala do trono, onde o imperador esperava. Para dentro do brilho e glamour deste “Grande Interior”, a menina trêmula, escondida em sua caixa florida, foi carregada. Então, enquanto eu observava, os portões se fecharam e a princesa se tornou uma imperatriz." 

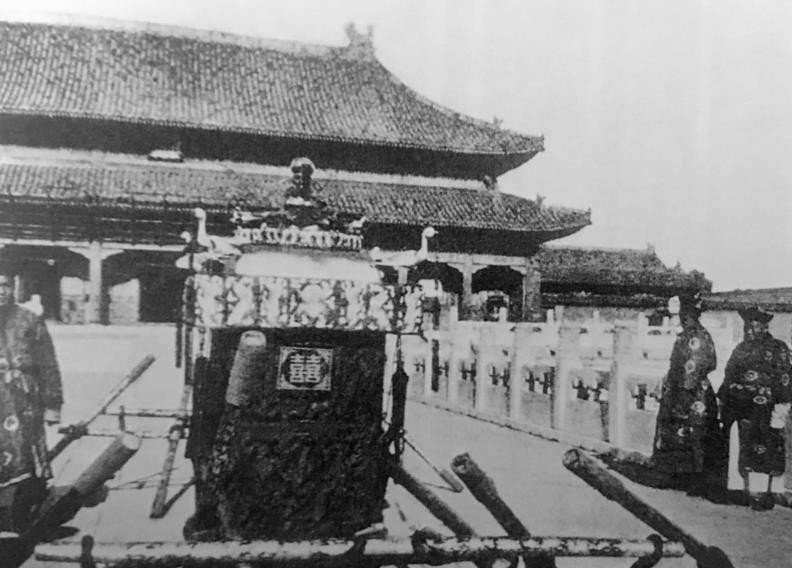
A liteira usada para transportar Wanrong para a Cidade Proibida

Pu Yi sentou-se em seu Trono do Dragão enquanto as pessoas se curvavam diante dele. Mais tarde, no novo alojamento de Wanrong, ela se curvou diante dele seis vezes enquanto o decreto de seu casamento era lido em comemoração.  Wanrong usava máscara, como era tradição imperial chinesa para a cerimônia noturna de casamento, e Pu Yi, que era inexperiente com mulheres, declarou mais tarde: "Mal pensei em casamento e família. Foi só quando a Imperatriz entrou no meu campo de visão com um pano de cetim carmesim bordado com um dragão e uma fênix sobre a cabeça que me deixou curioso para saber como ela era." Depois disso, Pu Yi, Wanrong e sua outra consorte Wenxiu passaram a noite no Palácio da Tranquilidade Terrestre, onde Wanrong mostrou seu rosto pela primeira vez. O ritual antes de entrar na câmara nupcial incluía comer bolo, beber vinho servido em duas xícaras amarradas com um fio de seda vermelho e comer “macarrão da longevidade”.  Pu Yi foi embora e não consumou o casamento. 
Após o casamento, Wanrong começou a viver no Palácio da Elegância Reunida, a antiga residência da Imperatriz Viúva Cixi,  enquanto o Imperador continuou vivendo no Salão de Cultivo Mental.  

## Vida na Cidade Proibida
Como imperatriz consorte da China, Wanrong teve todos os caprichos e desejos atendidos por uma comitiva de eunucos e criadas. A Imperatriz tinha sua própria cozinha separada, bem como um alfaiate especial que fazia vestidos novos para ela quase todos os dias.  Ao tomar banho, suas criadas idosas a despiam e a limpavam. Depois ela costumava sentar-se ao lado da bacia e admirar seu corpo.  Sun Yaoting, seu servo eunuco pessoal, disse que, apesar de seu caráter volátil e ocasionais explosões de temperamento, Wanrong era geralmente gentil com os empregados e oferecia-lhe comida, já que muitas vezes jantava sozinha.  Seu irmão, Runqi, lembrou que Wanrong o advertiu por ser desrespeitoso com um servo em uma ocasião.  A Imperatriz, porém, não teve medo de dispensar aqueles que a incomodavam, expulsando por incompetência um infeliz eunuco que aparentemente tinha problemas de audição. 

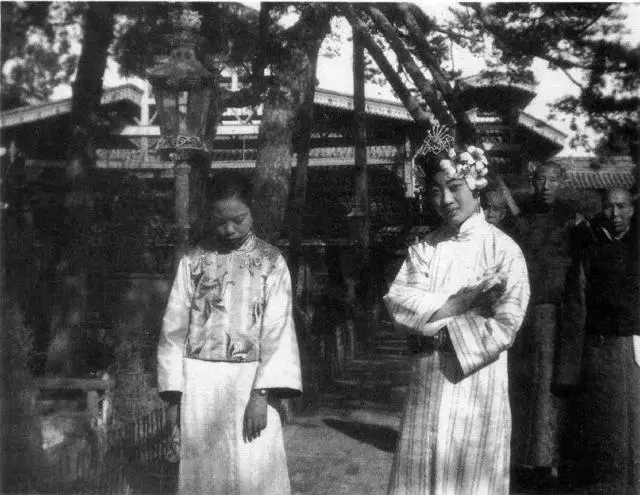
Wanrong e Wenxiu na Cidade Proibida

Wanrong gostava de ler, jazz, culinária ocidental,  tocar piano, escrever em inglês e fotografar.  Descrita como antiquada por seu irmão,  Wanrong era, no entanto, um pouco mais ocidentalizada do que Puyi, tendo crescido na concessão francesa em Tianjin, e era conhecida por ensinar Puyi a comer comida ocidental com garfo e faca.    Um artigo na revista Time datado de segunda-feira, 12 de maio de 1924, intitulado "China: Henry, o Democrata", observou que Huan Tung (imperador Xuantong) e Wanrong adotaram nomes ocidentais, sendo Wanrong Elizabeth.  A Imperatriz também escreveu poesia, compôs pelo menos uma canção, praticou pintura e escreveu cartas, algumas das quais incluíam algumas palavras em inglês.  

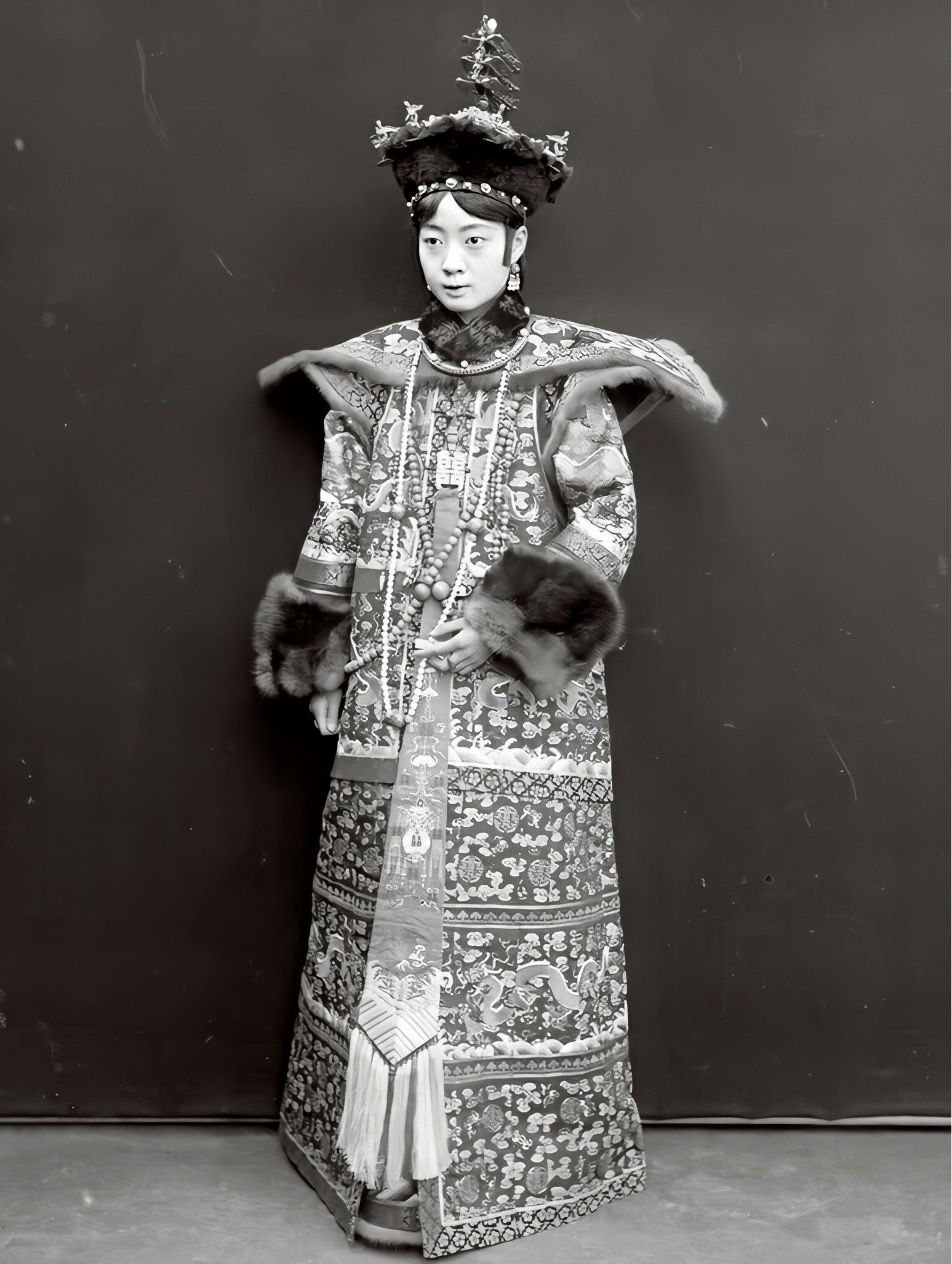
Imperatriz Wanrong em trajes reais após ser conferida como Imperatriz

Apesar de ser Imperatriz e ter uma posição mais elevada do que a concubina casada de Puyi, Wenxiu, Wanrong a via como uma espécie de rival.  A Imperatriz escreveu pelo menos uma carta e um poema provocando e zombando de Wenxiu, que morava a apenas 70 metros de distância, no Palácio da Eterna Primavera.  Uma das cartas  dizia:
Para Senhorita Ailian (Wenxiu): Faz dias que não vejo você. Você ainda sente pena de si mesma? Quero comprar um espelho para você se admirar nele. Aqui está uma música composta para você retribuir seu escárnio: Boa sorte para Senhorita Ailian. Senhorita Ailian toca piano bem. Senhorita Ailian é boa cantando. Senhorita Ailian se recuperou um pouco de sua doença. Senhorita Ailian tomou remédio? Senhorita Ailian pode comer bem e fazer cocô naturalmente. Boa noite para você!
Um poema sarcástico escrito por Wanrong mostra novamente os sentimentos de Wanrong sobre Wenxiu, com a seguinte leitura:
A lua brilhante surgiu sobre a parede leste;
A Consorte Shu estava sentado sozinho na sala vazia.
A andorinha delicada, muitas vezes dança solitária;

A bela dama é absolutamente incomparável no mundo.
Os problemas de Wanrong com Wenxiu podem ter surgido de uma suspeita de que Puyi tinha uma preferência por Wenxiu, com Wanrong escrevendo mais tarde em um diário que ela suspeitava que Puyi tinha uma preferência por ela. Puyi mais tarde descreveria seus parceiros como “móveis” e “ferramentas”.   
O casamento de Wanrong com Puyi foi infeliz, mas ela encontrou promessas em seus estudos. Sua tutora, Isabel Ingram, que começou a ensinar inglês em 1922,  observou que Wanrong conseguia se concentrar por horas em tarefas como estudar e tocar órgão. Hu Siyuan, que mais tarde ensinou literatura clássica de Wanrong em Tianjin, comentou "ela era sábia e ansiosa para aprender, perspicaz e curiosa; ela sempre fazia uma investigação completa dos altos e baixos dos eventos antigos, tinha uma compreensão profunda dos textos. Minha admiração por ela era além de qualquer descrição. Se ela continuasse ensinando sozinha no palácio, eu acreditava que ela seria capaz de se referir ao passado para o presente e então contribuir para o sábio governo do imperador." 

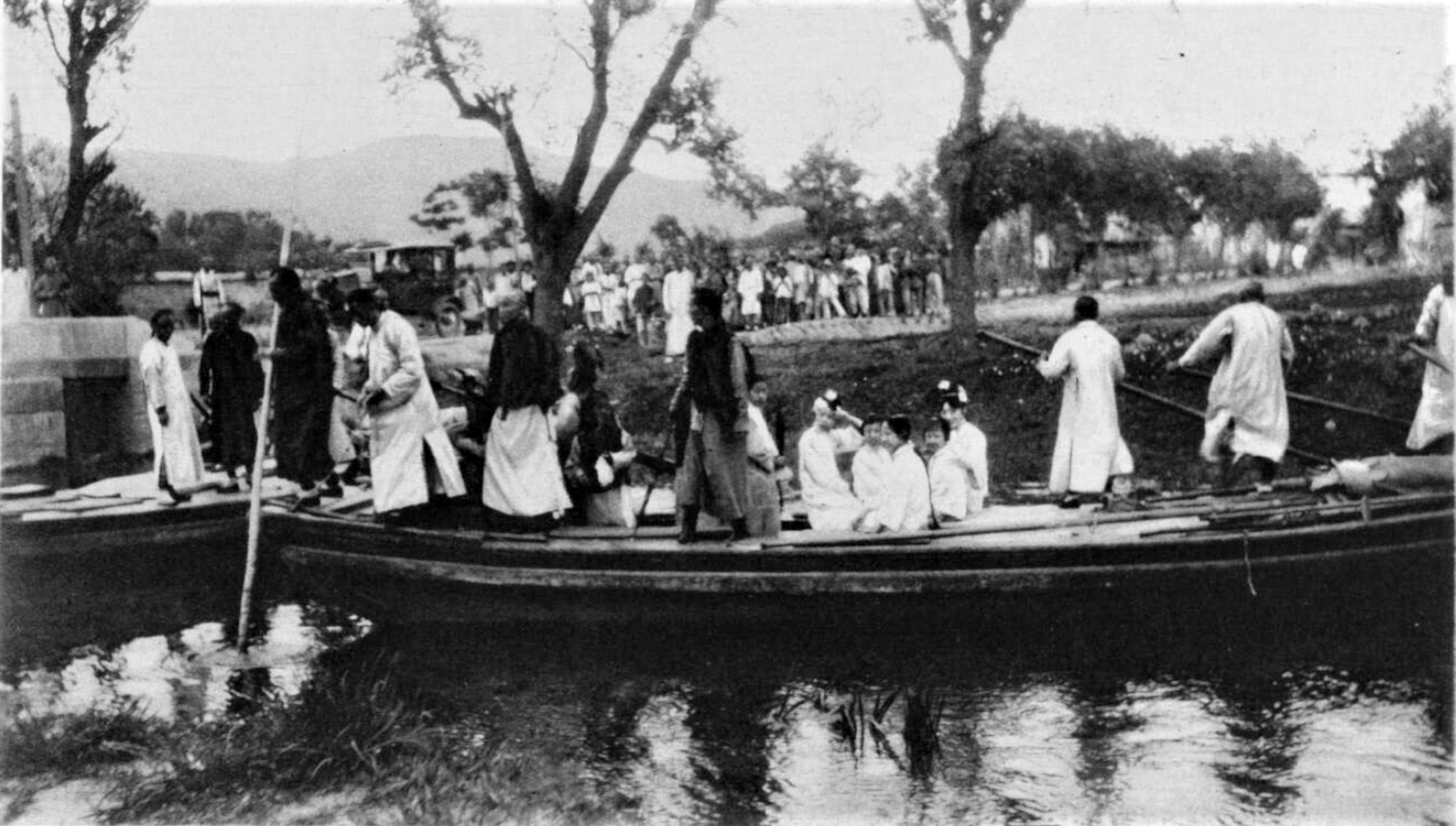
Wanrong e Wenxiu em um barco durante uma viagem para Colina Primavera de Jade

Puyi, Wanrong e Wenxiu, juntamente com uma comitiva, ocasionalmente deixavam a Cidade Proibida, principalmente para visitar parentes ou, em algumas ocasiões, para passear. Numa dessas ocasiões, foi relatado que eles pararam num jardim durante uma visita para ver sua avó doente. A imprensa local durante 1923 noticiou essas saídas e elas apareceram nos jornais. Em uma viagem eles visitaram o Palácio de Verão em abril de 1924.  Em outro passeio saíram para tomar chá com o tutor de inglês de Puyi, Reginald Fleming Johnston. A revista Time disse que Elizabeth (Wanrong) estava acompanhada pela senhorita Isabel Ingram e Puyi estava "em seu elemento" falando inglês.  Pujie (irmão de Puyi) disse que sempre havia vários palanquins de duas pessoas esperando para carregar os tutores no Portão do Valor Divino todas as tardes quando eles vinham ensinar. 
Aos dezoito ou dezenove anos (idade chinesa) ela ainda se comportava como uma criança em muitos aspectos e gostava de brincar com suas criadas e eunucos. Certa vez, ela brincou de “largar o lenço” no pátio às nove da noite. A Imperatriz relutava em ver os visitantes partirem, obrigando-os a jogar até que todos estivessem completamente cansados. Às vezes, um eunuco era convocado e ficava de plantão apenas para lhe fazer companhia ou brincar com ela.  Wanrong recebia poucos visitantes, exceto seus servos, e muitas vezes se sentia solitária. 

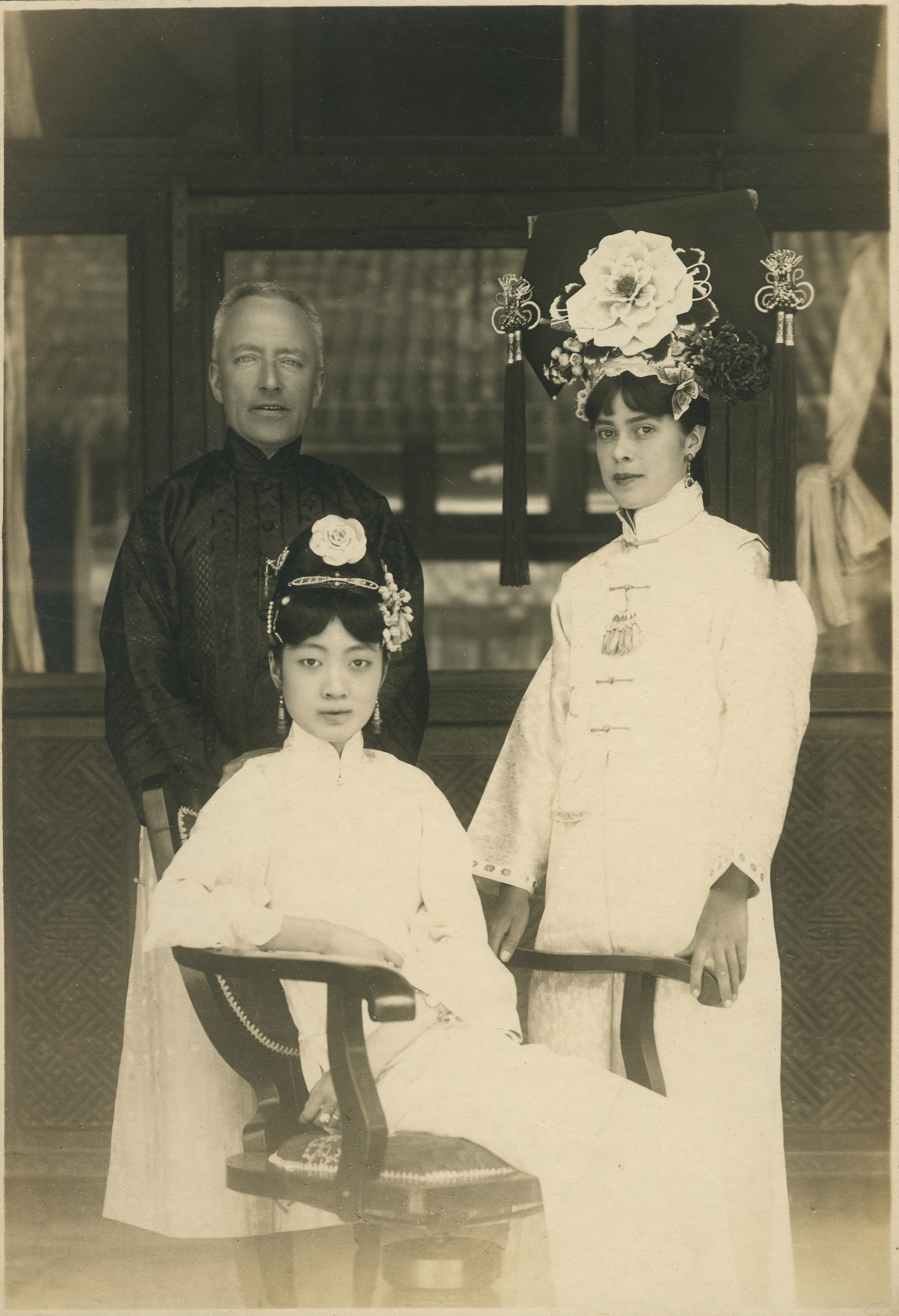
Wanrong sentada, com sua tutora, Isabel Ingram, e Reginald Johnston, o tutor de seu marido, o Imperador Puyi, na Cidade Proibida em 1924

O eunuco pessoal de Wanrong, Sun Yaoting, disse que Puyi raramente passava a noite com Wanrong no Palácio da Elegância Reunida. Sun disse que Wanrong nunca fechava a porta à noite (talvez devido à solidão), mas apenas fechava a cortina da porta. Em raras ocasiões, quando Pu Yi aparecia, a porta era fechada e a empregada da guarda noturna era mandada embora.  Pu Yi invariavelmente ficaria de mau humor depois disso.  Reginald Johnston tentou melhorar o relacionamento entre Puyi e Wanrong, bem como fazer com que a comitiva de Wanrong se misturasse com a de Puyi, mas no final das contas Johnston não foi muito longe. Johnston achava que Puyi se casara muito jovem. 
Sun relembrou que Puyi apareceu uma vez com uma bicicleta de fabricação alemã para ajudar Wanrong a aprender a andar de bicicleta com a ajuda dos eunucos. Durante esse período, Pu Yi vinha todos os dias vê-la. Em um determinado dia, Sun foi convidado a tentar, e ele caiu rapidamente, sem saber andar, fazendo com que todos rissem e batessem palmas.  Em outra ocasião ele foi convidado a dar um balanço na varanda do Palácio da Felicidade Universal, com os demais eunucos empurrando vigorosamente, assustando-o, com Wanrong achando a situação engraçada. A Imperatriz, por outro lado, foi corajosa o suficiente para se levantar enquanto o balanço se movia. 
Wanrong ocasionalmente enviava subordinados para doar dinheiro aos pobres fora da Cidade Proibida.  Em dezembro de 1923, ela recebeu elogios ao doar 600 yuans para uma instituição de caridade. 
Fumar tornou-se um hábito para a Imperatriz; ela começou com cigarros e, eventualmente, ópio, embora inicialmente fosse para fortes dores de estômago  e também para dores de cabeça.  De acordo com Wang Qingxiang, autor do livro O Último Imperador e Suas Cinco Esposas, suas dores de cabeça eram na verdade um problema da “mente”.  Wanrong pode ter sofrido de uma forma de psicose hereditária.     Diz-se que o pai de Wanrong, Rongyuan, sofria de esquizofrenia e a tratava com ópio. 

## Vida em Tianjin
Em outubro de 1924, o senhor da guerra Feng Yuxiang tomou o controle de Pequim num golpe. Ele forçou Puyi e sua família a sair da Cidade Proibida em 5 de novembro. A tutora de Wanrong, Ingram, falou sobre ter visto os soldados do lado de fora quando ela entrou e disse sobre o período: "...Aquele dia foi o fim da minha linda China... No meu país (China), um trem a vapor é ainda um demônio cuspidor de fogo, a eletricidade é o olho do diabo, os automóveis que não são incomuns, ainda suscitam uma resposta duvidosa e suspeita dos chineses do interior. Tudo aconteceu tão de repente. Os chineses estão sendo europeizados com um golpe majestoso... E esse golpe matou a bela qualidade espiritual do país. É, atualmente, uma terra caótica e incerta." 
Puyi, Wanrong e Wenxiu ficaram na casa do pai de Puyi após ser exilado, a Mansão do Príncipe Chun em Pequim.  Puyi então refugiou-se secretamente na legação japonesa em Pequim.    Mais tarde, Puyi mudou-se de Pequim para a concessão japonesa em Tianjin em 24 de fevereiro de 1925.  Wanrong e Wenxiu mais tarde o seguiram e chegaram em 27 de fevereiro.  Puyi e Wanrong se estabeleceram no jardim Zhang em Tianjin, mudando-se mais tarde em 1929 para a Quiet Garden Villa dentro da concessão japonesa em Tianjin.   

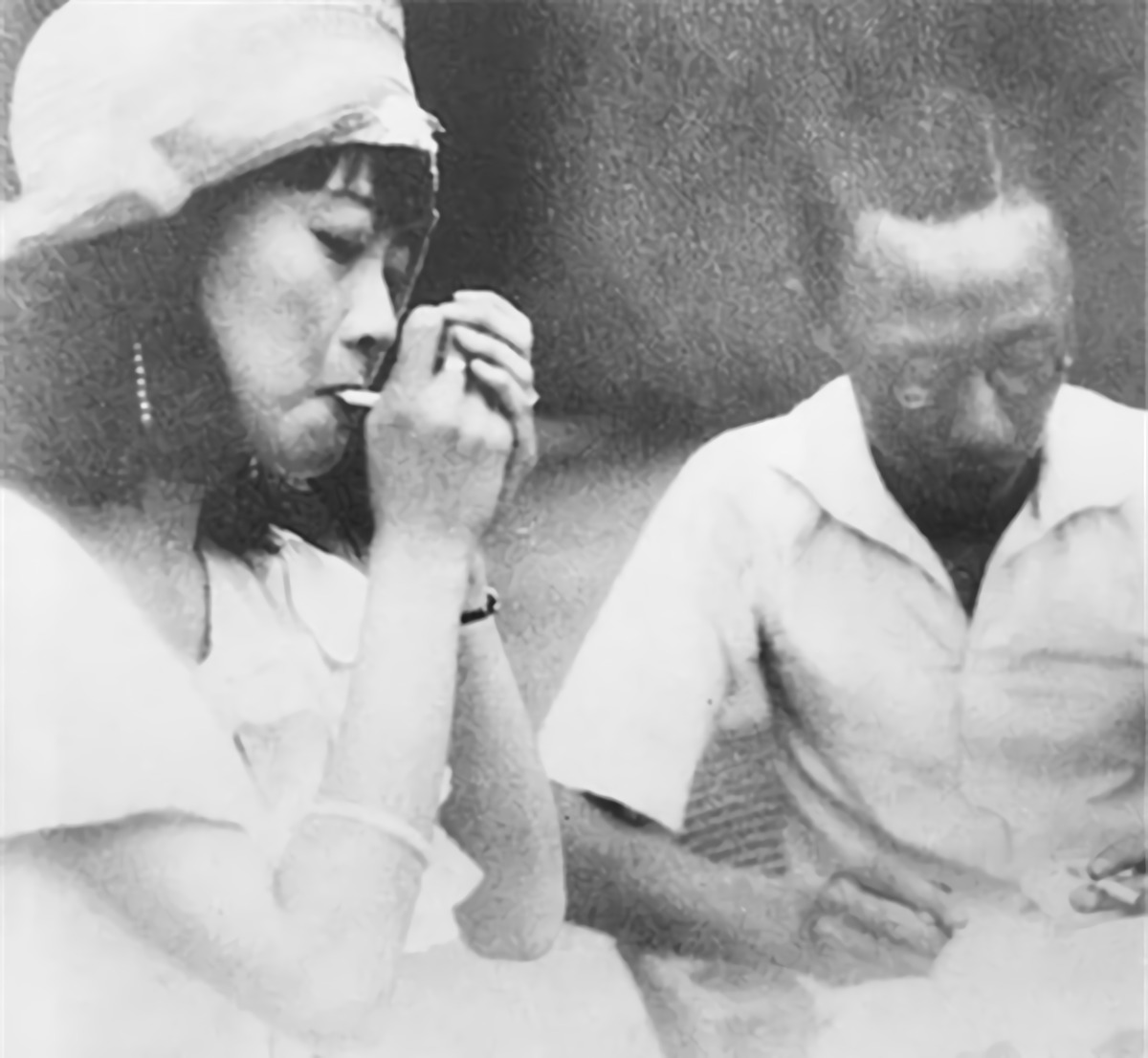
Wanrong fumando um cigarro, concessão japonesa, Tianjin

Na villa viviam em relativa paz e desfrutavam de uma vida pública e social ativa. Ela fumou ópio enquanto estava em Tianjin como passatempo e mais tarde tornou-se viciada nele. Os problemas de temperamento percebidos por Wanrong podem ter sido uma das razões para permanecer passivo ao problema,  no entanto, fumar ópio naquela época não era incomum. Li Guoxing, que serviu sob o comando de Puyi por mais de 30 anos, disse que enquanto Wanrong era ''astuta'' (traduzido de: 泼辣)   ela era bondosa e amigável com os servos. 
Wanrong encontrou vários caminhos de entretenimento em Tianjin: teatro, dança, patinação, passeios a cavalo, esportes, compras e muito mais. Ela comprava muito - fazer compras era uma técnica que ela usava para competir com Wenxiu pelo carinho e atenção de Puyi.  Puyi frequentemente levava Wanrong ao Teatro Xinming para apreciar óperas.  O amigo de Wanrong, Shuh Yun, foi convidado em uma ocasião para jogar peças de mahjong no Jardim Zhang. Shuh Yun lembrou que ela faria passeios turísticos com ela. Ela aparentemente não participava de atividades como dançar no baile, nem comprava sorteios, não andava a cavalo nem jogava bola. Eles já haviam visitado o International Jockey Club e o salão de baile do West Lake Restaurant. Porém, ela apenas gostava de observar por curiosidade. 
Sempre que Puyi comprava algo para um deles, o outro insistia que Puyi também comprasse para ela. Puyi também mostrou preferência por Wanrong e passou mais tempo com ela, o que acabou levando Wenxiu a se divorciar dele em 1931. 
Quando eclodiram as enchentes do Rio Amarelo em 1931, Wanrong doou um colar de pérolas para ajudar nos esforços de socorro. 

### Diário

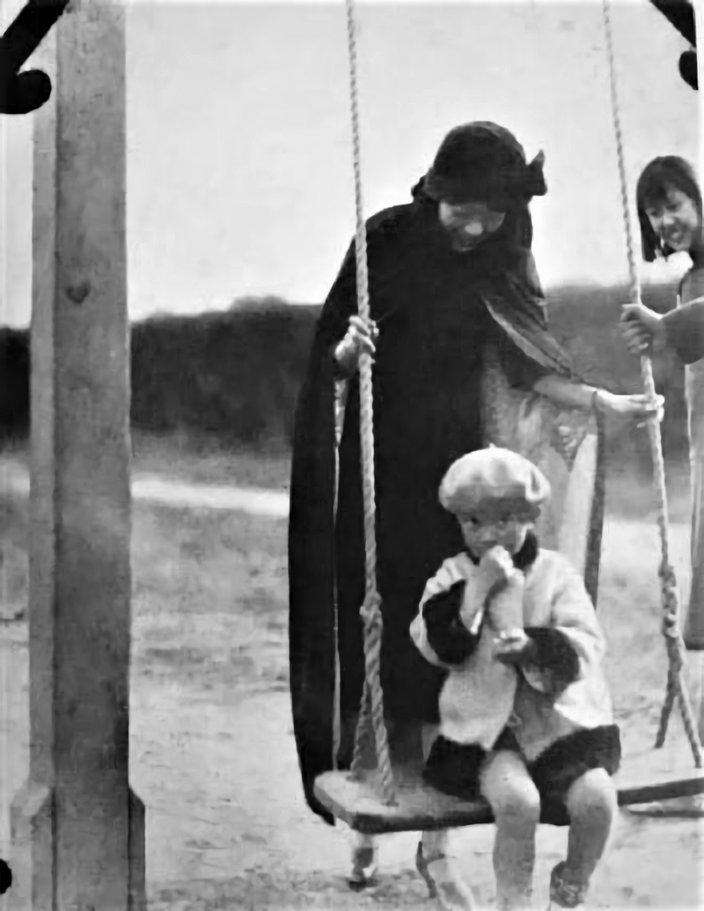
Wanrong brincando com uma criança

Wanrong manteve um diário enquanto estava em Tianjin e escreveu inúmeras entradas sobre Wenxiu, suas doenças e sua negligência nas mãos de Puyi. 

Em 2 de maio de 1931, ela escreveu:
Ah, meu amado! O que devo fazer? Se eu sofrer por mim mesmo, embora tenha que ficar na cama por causa de uma doença, ainda assim me sentirei confortável. Se outros sofressem por mim, eu não saberia o que fazer. Ah, meu amado! Não tenho ideia do que está em sua mente. Embora me lembre dos últimos dias, isso me faz sofrer de uma espécie de ódio. Eles não deveriam ter me casado com um homem que tem esposa. Durante aqueles anos no Jardim Zhang, suspeitei que minha querida amava o Consorte Shu mais do que eu e meu coração ficou partido por isso. Profundamente triste, chorei dia e noite o tempo todo, o que me fez sofrer de algomenorreia (dores menstruais) e diarreia em pelo menos cem dias. Como resultado, hoje sofro de panastenia. No entanto, nunca falei sobre isso, nem reclamei de ninguém. Todos os dias eu tinha que sorrir abertamente ao conhecer outras pessoas, para que ninguém percebesse quanta amargura eu estava sofrendo em meu coração!
Em 25 de junho de 1931, ela escreveu:
Minha querida me disse que eu poderia me apaixonar por outras pessoas que eu disse: "Não! Pare com essa bobagem. Você disse uma vez que, se não pudéssemos resolver o problema atualmente, seria resolvido em algum dia nos últimos anos. eu que sinto muito por ouvir isso naquela época! Eu não quero me apaixonar por nenhum outro "e então acrescentei:" Você teve um sonho naquele dia ... você ficou tão triste. Depois de estar aqui, Você me pediu para me apaixonar pelos outros, mas por isso você sempre parecia triste. Qual é a razão para isso? " Oh meu Deus! Meu querido! Ele também está na mesma situação que eu? Ele também está tentando manter sua tristeza no fundo do coração e não querendo falar isso? Eu realmente não posso fazer nada sobre isso! Por Rong Yuehua (Nota: um nome temporário para Wanrong). No período Mao (um dos 12 períodos de duas horas de dia; indica o período das 5h.....
Em uma entrada sem data, ela escreveu:
Não há expectativa. Sem saudade. Nada de provocações no escuro. Bem comportado e continue sendo uma garota virgem. Tenha em mente boas maneiras e vergonhas. Mantenha minha virgindade. Não importa o quão forte o vento oriental esteja soprando o tenro bambu com “jies”, mas ele não pode fazer nada com seu “jie”, mesmo que sua vida chegue ao fim! (nota: um trocadilho, "jie" aqui significa um "nó" da árvore de bambu na superfície. Mas na verdade significa a lealdade de Wanrong a Puyi.)
No diário de Wanrong de 30 de abril de 1931, ela disse que esteve gravemente doente três vezes durante seus sete anos em Tianjin. Segundo seus diários, ela ainda apresentava diversas doenças crônicas como "panastenia" (neurastenia) e menstruação irregular. Por insistência de Puyi em uma discussão sobre a doença e os efeitos do ópio na gravidez, conforme observado no diário de Wanrong de 30 de setembro de 1931, ela continuou a fumar ópio.  
Em 1º de outubro de 1931, ela escreveu, referindo-se ao pedido de divórcio de Wenxiu com Puyi como traição: "Era o dia 20 de agosto lunar. O imperador falou sobre o ato de traição comigo. Perguntei: 'o que foi dito na imprensa é verdade?' O Imperador disse: 'não são nada além de rumores.'"  Wanrong escreveu ainda em outra entrada no mesmo dia, contando o que ela havia dito a Puyi: "...Eu disse: Se você mora sozinho, eu saberia disso. Se você sempre encontra alguma desculpa para sair sozinha, eu saberia que você permitiu que ela morasse sozinha. Se você for vê-la, eu também saberei disso.
Puyi observou em suas memórias que começou a sentir "grande ressentimento"  por Wanrong depois que ela afastou Wenxiu e, consequentemente, a negligenciou a ponto de Wanrong não lhe contar sobre seus sentimentos e ele raramente falava com ela. 

## Imperatriz de Manchukuo

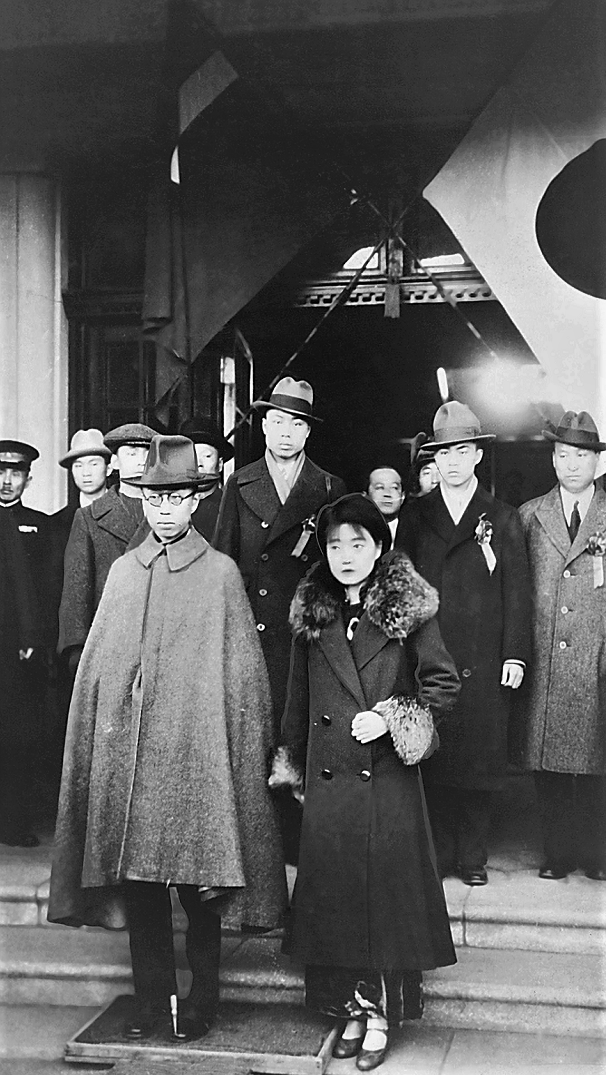
Puyi e Wanrong deixaram seu hotel em 8 de março de 1932 antes de partirem para a cerimônia oficial de fundação de Manchukuo em Xinjing (Changchun). Li Tiyu é retratado atrás de Puyi.

No final de 1931, Yoshiko Kawashima, agindo sob instrução do Exército Kwantung Japonês, levou Wanrong de Tianjin para Dalian e depois para Port Arthur (atual Lüshunkou) para se encontrar com Puyi que havia aceitado uma oferta do Império do Japão para chefiar o estado fantoche de Manchukuo na Manchúria (nordeste da China) na esperança de restaurar a dinastia Qing. Wanrong não gostava  dos japoneses e era firmemente contra os planos de Puyi de ir para a Manchúria, e por um momento Puyi hesitou, levando Doihara a mandar chamar o primo de Puyi, o muito pró-japonês Yoshiko Kawashima, para visitá-lo e mudar de ideia.  Depois que Pu Yi entrou furtivamente na Manchúria, Li Guoxiong (um servo) afirma que Wanrong lhe disse: "Como você vê, Sua Majestade havia partido e Sua Alteza não poderia vir aqui. Eu estava abandonado aqui e quem cuidaria de mim?"  Yoshiko Kawashima, uma mulher obstinada, extravagante e abertamente bissexual, conhecida por seu hábito de usar roupas e uniformes masculinos, teve alguma influência sobre Wanrong e eventualmente se mudou secretamente para Manchukuo.  No entanto, um membro da comitiva de Wanrong disse mais tarde que Yoshiko Kawashima desempenhou apenas um papel menor. 
Wanrong e seu grupo desembarcaram em Dalian em 28 de novembro de 1931. Inicialmente, os militares japoneses não permitiram que Puyi e Wanrong permanecessem juntos, e os pedidos de Wanrong para visitar Puyi foram recusados. Kudo Tetsuaburo, que trabalhava como guarda de Puyi, afirmou que havia um boato de que o imperador havia sido morto e outro boato de que ele havia sido colocado em prisão domiciliar. Wanrong acabou sendo autorizado a visitar Puyi em Lushun. É possível que os militares japoneses inicialmente temessem que Puyi pudesse ser influenciado por aqueles ao seu redor em um estágio tão crítico de desenvolvimento e hesitassem em permitir que vivessem juntos. A mansão do príncipe Su em Lushun serviu como palácio temporário de Puyi, onde Wanrong passaria alguns meses antes de se estabelecer em Xinjing (Changchun). Li Guoxing, a serva de Puyi, lembrou que ela agiu como uma criança mimada em diversas ocasiões. 
Depois de chegar a Xinjing, Wanrong foi monitorado de perto pelos japoneses e teve que fazer o que eles instruíram. Ela começou a detestar os japoneses e planejou secretamente escapar em duas ocasiões. Wellington Koo, um diplomata, lembrou em suas memórias que quando estava em Dalian, uma vez conheceu um homem que disse ter sido enviado por Wanrong para buscar sua ajuda para escapar de Xinjing.  Koo não pôde ajudá-la por causa de seu status como consultor. Koo escreveu mais tarde em suas memórias "...Meu atendente disse que conhecia esse homem em Pequim e que poderia conhecê-lo. Ele me disse que esse homem estava disfarçado de antiquário para evitar a atenção dos japoneses (talvez ele tivesse sido um antiquário). Saí para a varanda e paramos na esquina. O homem me disse que foi enviado pela Imperatriz. Ele disse que ela me pediu para ajudá-la a escapar de Changchun porque ela sabia que eu estava indo para a Manchúria; ele disse que ela se sentia péssima sobre sua vida porque ela estava cercada por atendentes japoneses no palácio (não havia atendentes chineses lá), e cada movimento seu era observado e denunciado. Ela sabia que o imperador não poderia escapar e, se pudesse, ela poderia tê-lo ajudado escapar."   Em outro incidente, por volta de agosto ou setembro de 1933, quando a esposa de Zhao Xinbo (趙欣伯), um oficial Manchukuo, se preparava para partir para o Japão, Wanrong abordou-a e pediu-lhe ajuda.  No entanto, o plano de fuga de Wanrong não teve sucesso novamente. Frustrada, notou-se que a Imperatriz foi ouvida dizendo em uma ocasião: ''Por que todos os outros podem ser livres, mas eu não posso ser livre?" 
Em 1º de março de 1934, o governo japonês proclamou Puyi como imperador de Manchukuo e Wanrong como sua imperatriz. O casal vivia no Palácio Weihuang, construído na Rússia (hoje Museu do Palácio Imperial do Estado Manchu), uma repartição de impostos que havia sido convertida em palácio temporário enquanto uma nova estrutura estava sendo construída.  Além da coroação de Puyi em 1934, Wanrong fez apenas uma outra aparição pública como Imperatriz de Manchukuo, em junho de 1934, quando o Príncipe Chichibu    visitou Manchukuo em nome do Imperador Shōwa para marcar laços estreitos entre o Japão e Manchukuo. Embora essas tenham sido as únicas grandes cerimônias estaduais das quais ela participou, ela fez aparições públicas menores; no livro de não-ficção Cisnes Selvagens, notou-se que ela participou da visita oficial do Imperador a Jinzhou em setembro de 1939, onde a mãe da autora foi selecionada para presentear flores à Imperatriz em sua chegada à cidade. 
De acordo com os arquivos do "Palácio Imperial" de 1934, Wanrong fez 27 peças de cheongsam em um ano. Ela também aprendeu desenho e música, como piano, além de jogar xadrez e tênis de forma recreativa.   Cui Huimei, que ensinou Wanrong, relembrou: "Nós, irmãs, ensinamos desenho e música à imperatriz Wanrong, mas lembrei-me que a imperatriz Wanrong nos ensinou a cantar uma canção. Era o hino nacional da Dinastia Qing. A letra era sombria.." 
Em 21 de novembro de 1934, o The New York Times escreveu um artigo afirmando que: "devido a uma doença nervosa, a Imperatriz Yueh Hua [pseudônimo usado por Wanrong] em breve deixará a capital para passar o inverno em Dairen." 
Puyi tornou-se um budista devoto no período Manchukuo, lendo muitos livros e sutras sobre o assunto e desenvolveu superstições a ponto de não permitir que sua equipe matasse uma única mosca. Puyi escreveu que Wanrong ficou tão absorta nessas superstições que piscava e cuspia desnecessariamente, como se estivesse mentalmente doente. 

### Casos secretos e declínio da saúde mental
O relacionamento de Puyi e Wanrong continuou a deteriorar-se, embora com formalidades contínuas, como Wanrong prestando homenagem ao imperador. Pu Yi às vezes sentava em seu quarto antes de dormir e saía à meia-noite sem relutância, o que enfureceu Wanrong.  Diz-se que ela jogou objetos com raiva. Devido à negligência de Puyi e à sua solidão em Manchukuo, Wanrong começou a fumar tabaco misturado com pequenas doses de ópio como relaxante . Com o tempo, ela se tornou uma viciada em ópio e supostamente fumava 60 gramas de ópio por dia em 1938. Entre 10 de julho de 1938 e 10 de julho de 1939, Wanrong comprou 740 onças de ópio.  Seus gastos mensais também aumentaram duas vezes em relação ao valor original, e a maior parte foi gasta em ópio, juntamente com um grande número de revistas de moda e cinema. 

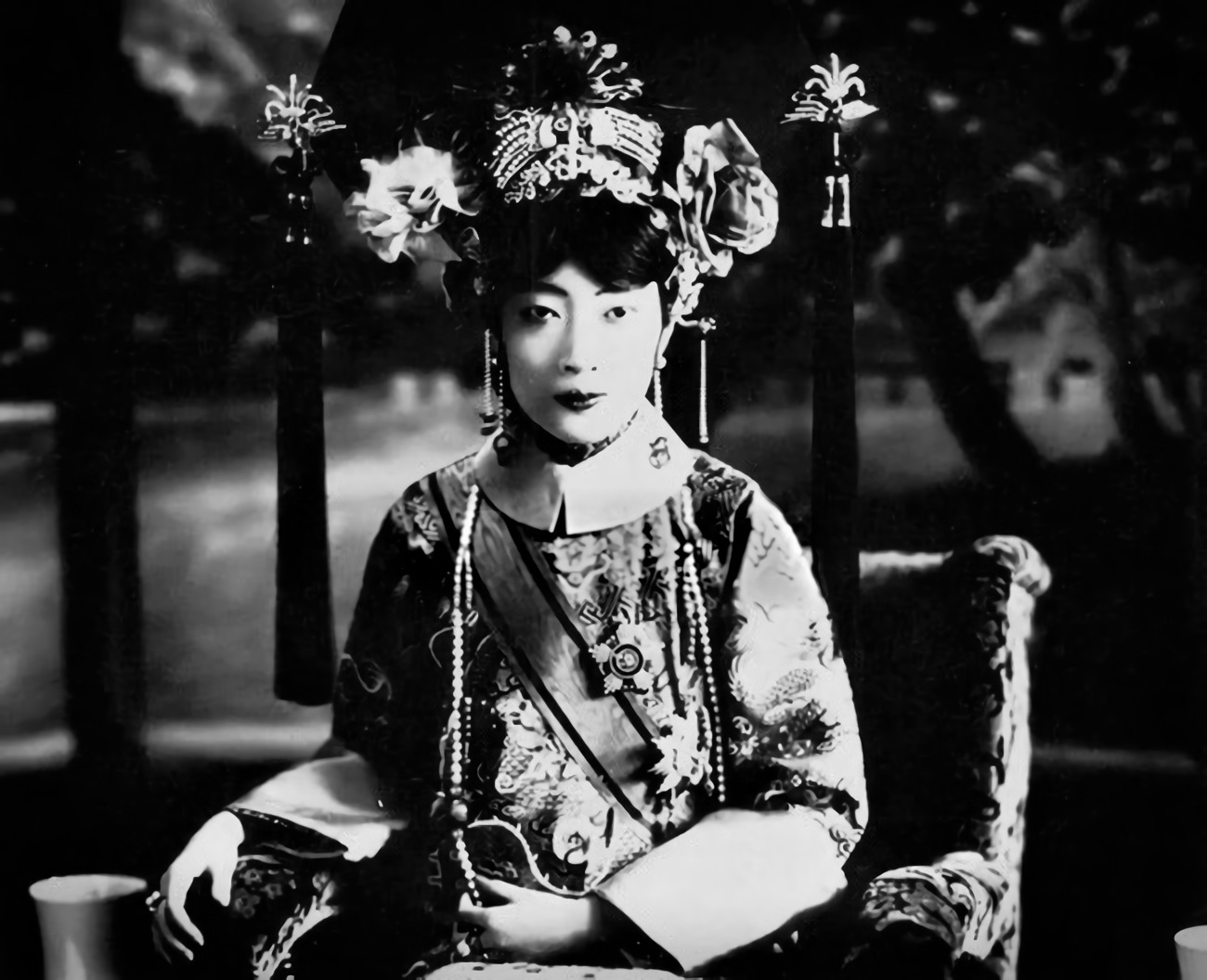
Wanrong como imperatriz de Manchukuo usando um grande chapéu gege (1934)

Enquanto Puyi estava ausente, por solidão, a imperatriz viciada em ópio teve casos secretos com dois dos assessores de Puyi no Palácio Imperial de Manchukuo, Li Tiyu (李體玉) e Qi Jizhong (祁繼忠). Puyi mandou Qi Jizhong para uma escola militar no Japão, pouco menos de um ano depois de chegar a Changchun.  Em uma ocasião, Puyi notou que outro de seus atendentes, Li Tiyu, estava usando batom e questionou-o sobre por que ele o estava usando, com Li Tiyu respondendo que ele tinha lábios pálidos e queria fazer com que parecesse agradável ao "Senhor dos Dez Mil Anos". Sua resposta causou um alvoroço de risadas. Depois disso, Li Tiyu sempre usou batom. Em outro caso, Puyi bateu nele depois de suspeitar de onde ele estava durante a noite, depois que Puyi se levantou e descobriu sua roupa de cama, sem ninguém lá. Li Tiyu afirmou ter tido um caso com a esposa de um guarda.  No final das contas, Li Tiyu foi banido do palácio por Puyi, que permaneceu desconfiado. 
Puyi tentou se divorciar de Wanrong, mas ficou com medo de ofender os japoneses quando o Exército Kwantung desaprovou.  Puyi emitiu uma proclamação sobre ir para Lushun em 21 de janeiro de 1935 para "evitar o frio", onde planejava deixar Wanrong, mas os japoneses perceberam seus planos e não permitiram. Wanrong supostamente descobriu a trama e ficou profundamente chateado.  Wang Qingyuan, atendente de Puyi, disse que havia uma regra estrita de que Wanrong não tinha permissão para entrar em contato com o mundo exterior. 
Wanrong deu à luz uma filha ilegítima e insistiu que Puyi reconhecesse a criança como sua ou permitisse que a criança fosse criada fora da casa imperial, mas seus apelos foram ignorados e a criança foi morta no parto em 1935.    Wanrong foi imediatamente removido pelos treinadores japoneses de Puyi para um hospital remoto. Existem dois relatos do que aconteceu com Wanrong após a morte de sua filha. Um relato dizia que Puyi mentiu para ela, dizendo que sua filha estava sendo criada por uma babá e que Wanrong nunca soube da morte de sua filha.   O outro relato dizia que Wanrong descobriu ou sabia do infanticídio de sua filha   e viveu em constante atordoamento pelo consumo de ópio desde então. Nas memórias completas de Puyi, ele escreveu: "[...] disseram a ela que ele havia sido adotado e continuou sonhando com seu filho vivendo no mundo até o dia de sua morte."  É possível que Puyi estivesse ciente do que aconteceria com o bebê, mas estava com muito medo de fazer algo a respeito. 
Wanrong estava mais hesitante em se divorciar do que Wenxiu, pois desfrutava dos benefícios de ser imperatriz, embora a essa altura Wanrong tivesse pouca escolha, evidenciado por suas tentativas anteriores de fuga. Puyi observou em suas memórias que Wanrong atribuiu grande importância à sua posição como imperatriz, ao contrário de Wenxiu, e, portanto, estava disposto a ser esposa apenas no nome.   Wanrong estava trancada em seus aposentos e Puyi tinha vários criados esperando por ela.  Wang Jianzhai, um homem que trabalhou no palácio, afirmou que Puyi algemou Wanrong para evitar que ela se movimentasse com facilidade e disse que o som de correntes no chão podia ser ouvido com frequência enquanto eles passavam pelo quarto dela. Depois de muito tempo, as correntes foram removidas.   Não se sabe por quanto tempo ela ficou em prisão domiciliar.

O pai de Wanrong finalmente parou de visitá-la em Manchukuo devido à sua transformação drástica. Ronqi, seu irmão, disse que seu pai a amava muito e não suportava enfrentar o que Wanrong havia se tornado.  Diz-se que a imperatriz fumava dois maços de cigarros por dia, juntamente com grandes quantidades de ópio e os cachimbos mais baratos disponíveis.  Hiro Saga, esposa do irmão de Puyi, escreveu sobre a imperatriz em um jantar compartilhado em 1937, observando:
"A imperatriz estava sentada à minha direita e, enquanto eu observava, ela pegava cada vez mais peru para si. Fiquei surpreso com seu bom apetite. Talvez para ter certeza de que eu não entenderia o que estava acontecendo, seu irmão mais novo, Runqi, chegou ao ponto de pegar rudemente o chocolate da pessoa ao lado dele. Ele continuou comendo de uma forma cômica para chamar a atenção de todos para ele. Depois descobri que a imperatriz era viciada em ópio e muitas vezes sofria de crises de instabilidade mental. Ela simplesmente não tinha consciência de quanto estava comendo."
Em outro incidente, a irmã de Puyi escreveu a Puyi em 1937 e disse sobre a aparência de Wanrong: "A foto ampliada dela é realmente terrível, mudou desde os últimos dois anos. Está escondida e não é mostrada a outras pessoas."  Depois de 1937, ela não apareceu mais em festas de Ano Novo ou de aniversário. 
Wanrong tornou-se imprevisível e não se arrumava mais, lavava o rosto, penteava o cabelo ou se vestia adequadamente. As unhas dos pés não estavam mais cortadas e dobradas na carne dos pés, os dentes também escurecidos devido ao tabagismo crônico.   A imperatriz ficou extremamente magra  e seu cabelo acabou sendo cortado curto e descrito como parecendo um "ouriço", talvez por piolhos ou por motivos de higiene, caso ela não se lavasse com frequência.  
Yang Jingzhu (楊景竹), esposa de um dos parentes de Puyi, Yuzhan (毓嶦), afirmou que encontrou a empregada pessoal de Wanrong, Chunying, chorando no palácio. Ao perguntar-lhe o que havia de errado, a empregada lhe disse que a imperatriz havia tentado forçá-la a comer um biscoito manchado com o sangue menstrual de Wanrong ou levaria uma surra se ela recusasse.   Em outro caso, ela foi vista correndo freneticamente para o pátio, vestida de pijama, tendo que ser puxada de volta para dentro por um eunuco.  Uma empregada presente no palácio também lembrou que ela ria, chorava e ficava deitada nua, embora não esteja claro se isso significava nudez total ou roupas íntimas.  A imperatriz chegou ao ponto de enviar servos em mais de uma ocasião para comprar bilhetes de loteria com registros financeiros mostrando a compra e o preço dos bilhetes de loteria. 
Quando Wanrong estava mentalmente lúcida, ela teria chorado e amaldiçoado seu pai,   acusando-o de arruinar sua vida. Alega-se que em seus últimos anos ela teve dificuldade para andar e sua visão deteriorou-se gravemente (provavelmente devido a uma doença ocular) e ela não suportava o brilho. Ela usava um leque dobrado para bloquear o rosto quando olhava para os outros, tentando olhar pelas frestas.  Wanrong esteve tão isolada nos últimos anos de sua vida que a concubina de Puyi, Li Yuqin, que chegou em 1943, só viu seu rosto durante o colapso do regime em 1945. 

## Prisão e morte

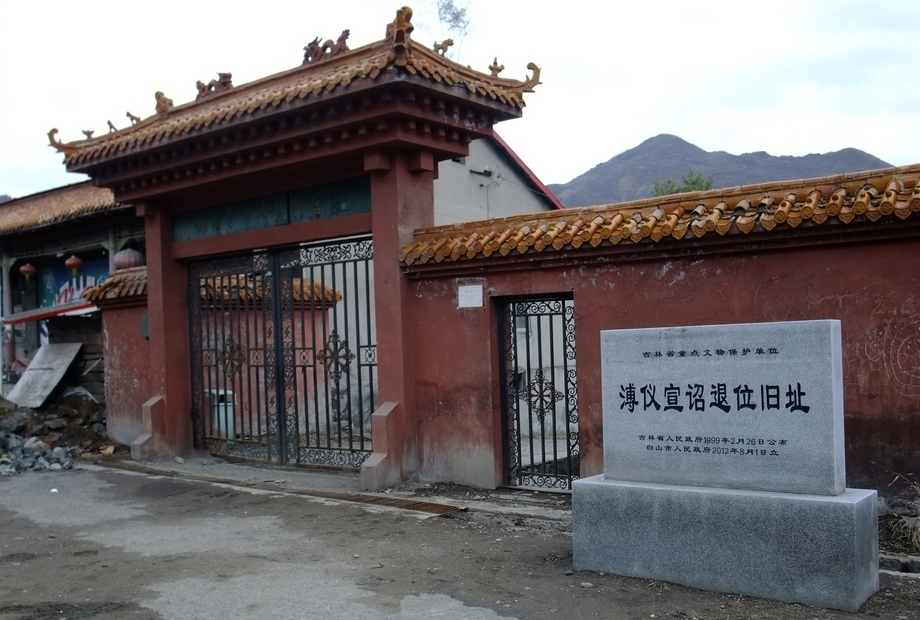
O local da abdicação de Pu Yi em um pequeno complexo de escritórios de mineração em Dalizi

Em agosto de 1945, durante a evacuação de Manchukuo em meio à invasão soviética da Manchúria, Pu Yi tentou fugir de Manchukuo porque sua comitiva imediata corria risco de prisão. Pu Yi, Wanrong e seu grupo mudaram-se de Xinjing para Dalizi (também romanizado como Talizou) de trem, e de lá, Pu Yi partiu para Tonghua, onde pegou um avião para Mukden.  Ele deixou para trás Wanrong, sua concubina Li Yuqin e outros membros da casa imperial em Dalizi (大栗子鎮).  Wanrong, junto com sua cunhada Hiro Saga e o resto de seu grupo, tentaram fugir para a Coreia, mas foram capturados pelos guerrilheiros comunistas chineses (na atual Linjiang, Jilin) em janeiro de 1946. 
Os soldados soviéticos chegaram rapidamente a Dalizi e encontraram a comitiva de Wanrong, dizendo ao Príncipe Pujian, um parente de Pu Yi no grupo, que eles tinham vindo para libertar o Nordeste da China e também para pedir para ver a Imperatriz. Os oficiais encontraram-se brevemente com Li Yuqin e Wanrong antes de partirem, deixando o grupo sem ser detido.
Wanrong e seu grupo mais tarde se mudaram de Dalizi para se estabelecer no condado de Linjian para passar o inverno em um hotel devido ao frio e também a problemas como o congelamento da água corrente. Em uma ocasião, Li Yuqin foi ver Wanrong, que estendeu seu braço fino, fazendo um aceno para deixar Li Yuqin sentar-se ao lado de sua cama. Os eunucos disseram que isso não tinha precedentes e que ninguém havia recebido oferta de assento antes.  Wanrong soltou dois ruídos: “Heh! heh!” Li Yuqin relembrou: "Minha dor era insuportável e eu estava chorando. Seus olhos mostravam uma expressão de pânico e ansiedade ..." 
Eventualmente, eles foram transferidos de volta para Changchun por guerrilheiros comunistas chineses sob o comando de He Changgong, que os descobriu.  Li Yuqin, a concubina de Pu Yi, foi posteriormente levada de volta por sua família, mas Wanrong não tinha onde se estabelecer. Seu pai foi capturado e seu irmão a abandonou. Ela não teve escolha a não ser se movimentar com o exército.  De acordo com Behr em seu livro O Último Imperador, Li Yuqin supostamente ofereceu a Wanrong um lugar para ficar em sua casa, mas sua mãe, sem simpatia, alertou os funcionários do Partido Comunista que prenderam seu grupo.  De qualquer forma, quando os militares deixaram Changchun, levaram Wanrong com eles. 
Hiro Saga escreveu sobre seu tempo na prisão de Jilin dizendo: "Durante todo o dia, a Imperatriz rolou no chão de madeira, gritando e gemendo como uma mulher louca, seus olhos estavam arregalados de agonia. Ela só conseguia se alimentar, mas ela podia não defecar mais sozinha."  Enquanto experimentava os sintomas de abstinência de ópio em Jilin,   Wanrong foi cuidada em seu estado mais frágil e vulnerável por sua cunhada, Saga Hiro. Por ser a ex-imperatriz, Wanrong foi exposta na prisão como se estivesse em um zoológico, e as pessoas vinham de quilômetros de distância para observá-la.  Durante esse tempo, Wanrong teve alucinações de ser a imperatriz novamente. Num incidente, ela falou em tom de comando aos guardas da prisão, que riram dela em resposta. No delírio, ela exigiu mais ópio, pediu a criados imaginários que lhe trouxessem roupas, comida e banho.  O ódio geral por Pu Yi significava que poucos tinham simpatia por Wanrong, que era visto como outro colaborador japonês, e um guarda disse a Lady Saga "este não vai durar", tornando uma perda de tempo alimentá-la.  Devido à Guerra Civil Chinesa, Wanrong e Saga foram transferidos para uma prisão em Yanji. 
Saga, relembrando os últimos dias de vida de Wanrong, escreveu: "Olhei pela pequena janela e vi, para minha surpresa, que a Imperatriz havia caído de seu beliche no chão de concreto e sua comida havia sido deixada na entrada mais distante por dias. O cheiro de a urina era horrível." 
Uma ordem foi emitida em 10 de junho para transferir Wanrong, Saga Hiro e sua comitiva para Mudanjiang e depois para Jiamusi. Wanrong não conseguia andar e o responsável pela prisão disse que seria melhor deixar Wanrong, caso ela morresse no caminho. Os últimos dias de Wanrong foram passados sem parentes ou amigos. 
Depois que Saga foi separada dela, Wanrong morreu na prisão aos 39 anos em 20 de junho de 1946 em Yanji, província de Jilin,  devido aos efeitos da desnutrição e da abstinência de ópio em uma piscina de seus próprios fluidos corporais.  Seu local de sepultamento é desconhecido. Alguns disseram que ela foi enrolada em um pedaço de pano e descartada nas colinas ao norte de Yanji, enquanto outros alegaram que ela foi enterrada no sul de Yanji, embora se pense que ela provavelmente foi enterrada ao sul.  Seus restos mortais nunca foram encontrados.
Três anos depois, Pu Yi soube por meio de uma carta escrita por Saga Hiro para Pujie que Wanrong havia morrido. Ele estava sem emoção.  Pu Yi escreveu em suas memórias: "As experiências de Wanrong, que foi negligenciada por mim por tanto tempo, seriam incompreensíveis para uma garota chinesa moderna. Se seu destino não fosse determinado em seu nascimento, seu fim seria o resultado inevitável de seu casamento. para mim. Muitas vezes pensei que se ela tivesse se divorciado de mim em Tianjin, como Wenxiu havia feito, ela poderia ter escapado de seu destino. Mas ela era bem diferente de Wenxiu. Para Wenxiu, um relacionamento normal entre homem e mulher era mais importante do que status ou pompa medieval ... Wanrong, no entanto, atribuiu grande importância à sua posição como Imperatriz e, portanto, estava disposta a ser esposa apenas no nome.  

## Cenotáfio
Em 23 de outubro de 2006, o irmão mais novo de Wanrong, Runqi, realizou um enterro ritual para sua irmã nos Tumbas Ocidentais de Qing. Uma foto de propriedade de Runqi foi enterrada lá. Um espelho de mão que pertencia a Wanrong, de propriedade de Runqi, foi selecionado na esperança de ser colocado em um museu. 

## Composições

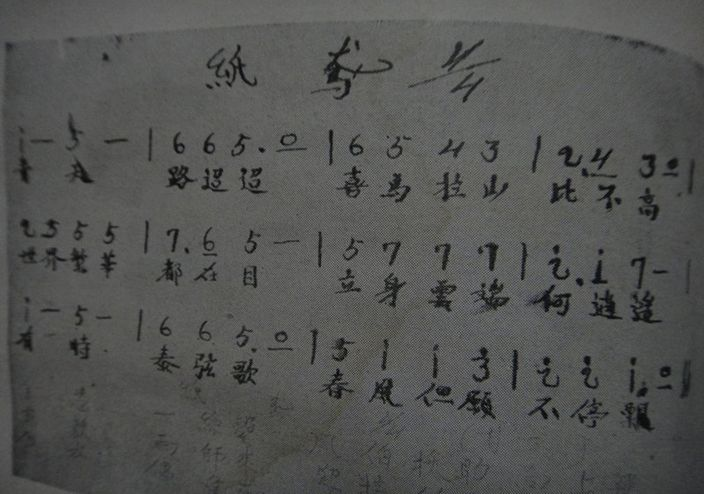
Partitura composta por Wanrong

Wanrong escreveu uma música chamada "Paper Kite" (Pipa de Papel). 

Letra original:
青天 路迢迢 喜馬拉山 比不高
世界繁華 都在目 立身雲端 何逍遙
有時 奏弦歌 春風但願 不停飄
全憑 一線牽 風伯扶住 向上飛 
莫教雨師 來迎接 竹當身體 紙做衣

偶逢 春朋友 語道你高 我還低
Tradução:
Sob o céu azul, uma jornada sem fim se apresenta diante de mim, até o Himalaia parece mais curto de onde estou
Posso ver todo o mundo agitado, mas estando no topo das nuvens, como posso ser verdadeiramente livre e irrestrito?
Às vezes canto ao som da melodia e desejo que os ventos da primavera não parem, para que (minha pipa) possa continuar a voar
(a pipa) Conectada (a mim) apenas por um fio fino, voando para cima graças à ajuda do deus do vento
Não precisa chamar as chuvas para virem bem vinda (a pipa), bambu como corpo e papel como roupa

Às vezes aconteceu de encontrar amigos (ao longo do caminho), (eles) alegaram que eu era “superior” a eles, mas na verdade, na verdade sou o “inferior”.

## Ancestralidade
|  |                                |  |  |  |  |  |  |  |  |  |  |  |  |  |  |  |
|  | Imperador Qianlong (1711–1799) |  |  |  |  |  |  |  |  |  |  |  |  |  |  |  |
|  |                                |  |  |  |  |  |  |  |  |  |  |  |  |  |  |  |
|  |                                |  |  |  |  |  |  |  |  |  |  |  |  |  |  |  |
|  | Yonghuang (1728–1750)          |  |  |  |  |  |  |  |  |  |  |  |  |  |  |  |
|  |                                |  |  |  |  |  |  |  |  |  |  |  |  |  |  |  |
|  |                                |  |  |  |  |  |  |  |  |  |  |  |  |  |  |  |
|  | Nobre Consorte Imperial Zhemin |  |  |  |  |  |  |  |  |  |  |  |  |  |  |  |
|  |                                |  |  |  |  |  |  |  |  |  |  |  |  |  |  |  |
|  |                                |  |  |  |  |  |  |  |  |  |  |  |  |  |  |  |
|  | Miande (1747–1786)             |  |  |  |  |  |  |  |  |  |  |  |  |  |  |  |
|  |                                |  |  |  |  |  |  |  |  |  |  |  |  |  |  |  |
|  |                                |  |  |  |  |  |  |  |  |  |  |  |  |  |  |  |
|  | Senhora Ilari                  |  |  |  |  |  |  |  |  |  |  |  |  |  |  |  |
|  |                                |  |  |  |  |  |  |  |  |  |  |  |  |  |  |  |
|  |                                |  |  |  |  |  |  |  |  |  |  |  |  |  |  |  |
|  | Yichun (1767–1816)             |  |  |  |  |  |  |  |  |  |  |  |  |  |  |  |
|  |                                |  |  |  |  |  |  |  |  |  |  |  |  |  |  |  |
|  |                                |  |  |  |  |  |  |  |  |  |  |  |  |  |  |  |
|  | Senhora Irgen Gioro            |  |  |  |  |  |  |  |  |  |  |  |  |  |  |  |
|  |                                |  |  |  |  |  |  |  |  |  |  |  |  |  |  |  |
|  |                                |  |  |  |  |  |  |  |  |  |  |  |  |  |  |  |
|  | Zaiming (1795–1840)            |  |  |  |  |  |  |  |  |  |  |  |  |  |  |  |
|  |                                |  |  |  |  |  |  |  |  |  |  |  |  |  |  |  |
|  |                                |  |  |  |  |  |  |  |  |  |  |  |  |  |  |  |
|  | Senhora Irgen Gioro            |  |  |  |  |  |  |  |  |  |  |  |  |  |  |  |
|  |                                |  |  |  |  |  |  |  |  |  |  |  |  |  |  |  |
|  |                                |  |  |  |  |  |  |  |  |  |  |  |  |  |  |  |

|  |                      |  |  |  |  |  |  |  |  |  |  |  |  |  |  |  |
|  | Zaiming (1795–1840)  |  |  |  |  |  |  |  |  |  |  |  |  |  |  |  |
|  |                      |  |  |  |  |  |  |  |  |  |  |  |  |  |  |  |
|  |                      |  |  |  |  |  |  |  |  |  |  |  |  |  |  |  |
|  | Puxu (1831–1907)     |  |  |  |  |  |  |  |  |  |  |  |  |  |  |  |
|  |                      |  |  |  |  |  |  |  |  |  |  |  |  |  |  |  |
|  |                      |  |  |  |  |  |  |  |  |  |  |  |  |  |  |  |
|  | Senhora Lin          |  |  |  |  |  |  |  |  |  |  |  |  |  |  |  |
|  |                      |  |  |  |  |  |  |  |  |  |  |  |  |  |  |  |
|  |                      |  |  |  |  |  |  |  |  |  |  |  |  |  |  |  |
|  | Yuzhang (1851–1903)  |  |  |  |  |  |  |  |  |  |  |  |  |  |  |  |
|  |                      |  |  |  |  |  |  |  |  |  |  |  |  |  |  |  |
|  |                      |  |  |  |  |  |  |  |  |  |  |  |  |  |  |  |
|  | Senhora Egiya        |  |  |  |  |  |  |  |  |  |  |  |  |  |  |  |
|  |                      |  |  |  |  |  |  |  |  |  |  |  |  |  |  |  |
|  |                      |  |  |  |  |  |  |  |  |  |  |  |  |  |  |  |
|  | Senhora Aisin-Gioro  |  |  |  |  |  |  |  |  |  |  |  |  |  |  |  |
|  |                      |  |  |  |  |  |  |  |  |  |  |  |  |  |  |  |
|  |                      |  |  |  |  |  |  |  |  |  |  |  |  |  |  |  |
|  | Senhora Borjigit     |  |  |  |  |  |  |  |  |  |  |  |  |  |  |  |
|  |                      |  |  |  |  |  |  |  |  |  |  |  |  |  |  |  |
|  |                      |  |  |  |  |  |  |  |  |  |  |  |  |  |  |  |
|  | Wanrong (1904–1946)  |  |  |  |  |  |  |  |  |  |  |  |  |  |  |  |
|  |                      |  |  |  |  |  |  |  |  |  |  |  |  |  |  |  |
|  |                      |  |  |  |  |  |  |  |  |  |  |  |  |  |  |  |
|  | Xilinbu (西林布)     |  |  |  |  |  |  |  |  |  |  |  |  |  |  |  |
|  |                      |  |  |  |  |  |  |  |  |  |  |  |  |  |  |  |
|  |                      |  |  |  |  |  |  |  |  |  |  |  |  |  |  |  |
|  | Rongyuan (1884–1951) |  |  |  |  |  |  |  |  |  |  |  |  |  |  |  |
|  |                      |  |  |  |  |  |  |  |  |  |  |  |  |  |  |  |
|  |                      |  |  |  |  |  |  |  |  |  |  |  |  |  |  |  |

Wanrong e Pu Yi eram descendentes do Imperador Qianlong, esta árvore genealógica mostra as relações entre eles e seus irmãos antes de se casarem.
| Legenda: - – Imperadores da Dinastia Qing - – Príncipe Ding de Primeira Classe - – Príncipe Chun de Primeira Classe \| \| \| \| \| \| \| \| \| \| \| \| \| \| \| \| \| Hongli 弘曆 1711 – 1799 Imperador Qianlong \| \| \| \| \| \| \| \| \| \| \| \| \| \| \| \| \| \| \| \| \| \| \| \| \| \| \| \| \| \| \| \| \| \| \| \| \| \| \| \| \| \| \| \| \| \| \| \| \| \| \| \| \| \| \| \| \| \| \| \| \| \| \| \| \| \| \| \| \| \| \| \| \| \| \| \| \| \| \| \| \| \| \| \| \| \| \| \| \| \| \| \| \| \| \| \| \| \| \| \| \| \| \| \| \| \| \| \| \| \| \| \| \| \| \| \| \| \| \| \| \| \| \| \| \| \| \| \| \| \| \| \| \| \| \| \| \| \| \| \| \| \| \| \| \| \| \| \| \| \| \| \| \| \| \| \| \| \| \| \| \| \| \| \| \| \| \| \| \| \| \| \| \| \| \| \| \| \| \| \| \| \| \| \| \| \| \| \| \| 1 \| 1 \| 1 \| 1 \| 1 \| 1 \| \| \| 15 \| 15 \| 15 \| 15 \| 15 \| 15 \| \| \| \| \| \| \| \| \| \| \| \| \| \| \| \| \| \| \| \| \| \| \| \| \| \| \| \| \| \| \| \| \| \| \| \| \| \| \| \| \| \| \| \| \| \| \| \| \| \| 1 \| 1 \| 1 \| 1 \| 1 \| 1 \| Yonghuang 永璜 1728 – 1750 Príncipe Ding An de Primeira Classe 定安親王 (título postumamente) \| Yonghuang 永璜 1728 – 1750 Príncipe Ding An de Primeira Classe 定安親王 (título postumamente) \| Yonghuang 永璜 1728 – 1750 Príncipe Ding An de Primeira Classe 定安親王 (título postumamente) \| Yonghuang 永璜 1728 – 1750 Príncipe Ding An de Primeira Classe 定安親王 (título postumamente) \| Yonghuang 永璜 1728 – 1750 Príncipe Ding An de Primeira Classe 定安親王 (título postumamente) \| Yonghuang 永璜 1728 – 1750 Príncipe Ding An de Primeira Classe 定安親王 (título postumamente) \| 15 \| 15 \| \| \| Yongyan 顒琰 1760 – 1820 Imperador Jiaqing \| Yongyan 顒琰 1760 – 1820 Imperador Jiaqing \| Yongyan 顒琰 1760 – 1820 Imperador Jiaqing \| Yongyan 顒琰 1760 – 1820 Imperador Jiaqing \| Yongyan 顒琰 1760 – 1820 Imperador Jiaqing \| Yongyan 顒琰 1760 – 1820 Imperador Jiaqing \| \| \| \| \| \| \| \| \| \| \| \| \| \| \| \| \| \| \| \| \| \| \| \| \| \| \| \| \| \| \| \| \| \| \| \| \| \| \| \| \| \| \| \| \| \| \| \| Yonghuang 永璜 1728 – 1750 Príncipe Ding An de Primeira Classe 定安親王 (título postumamente) \| Yonghuang 永璜 1728 – 1750 Príncipe Ding An de Primeira Classe 定安親王 (título postumamente) \| Yonghuang 永璜 1728 – 1750 Príncipe Ding An de Primeira Classe 定安親王 (título postumamente) \| Yonghuang 永璜 1728 – 1750 Príncipe Ding An de Primeira Classe 定安親王 (título postumamente) \| Yonghuang 永璜 1728 – 1750 Príncipe Ding An de Primeira Classe 定安親王 (título postumamente) \| Yonghuang 永璜 1728 – 1750 Príncipe Ding An de Primeira Classe 定安親王 (título postumamente) \| \| \| \| \| Yongyan 顒琰 1760 – 1820 Imperador Jiaqing \| Yongyan 顒琰 1760 – 1820 Imperador Jiaqing \| Yongyan 顒琰 1760 – 1820 Imperador Jiaqing \| Yongyan 顒琰 1760 – 1820 Imperador Jiaqing \| Yongyan 顒琰 1760 – 1820 Imperador Jiaqing \| Yongyan 顒琰 1760 – 1820 Imperador Jiaqing \| \| \| \| \| \| \| \| \| \| \| \| \| \| \| \| \| \| \| \| \| \| \| \| \| \| \| \| \| \| \| \| \| \| \| \| \| \| \| \| \| \| 1 \| 1 \| 1 \| 1 \| 1 \| 1 \| \| \| 2 \| 2 \| 2 \| 2 \| 2 \| 2 \| \| \| \| \| \| \| \| \| \| \| \| \| \| \| \| \| \| \| \| \| \| \| \| \| \| \| \| \| \| \| \| \| \| \| \| \| \| \| \| \| \| \| \| \| \| \| \| \| \| 1 \| 1 \| 1 \| 1 \| 1 \| 1 \| Miande 綿德 1747 – 1786 Beizi 貝子 1784 – 1786 \| Miande 綿德 1747 – 1786 Beizi 貝子 1784 – 1786 \| Miande 綿德 1747 – 1786 Beizi 貝子 1784 – 1786 \| Miande 綿德 1747 – 1786 Beizi 貝子 1784 – 1786 \| Miande 綿德 1747 – 1786 Beizi 貝子 1784 – 1786 \| Miande 綿德 1747 – 1786 Beizi 貝子 1784 – 1786 \| 2 \| 2 \| \| \| Minning 旻寧 1782 – 1850 Imperador Daoguang \| Minning 旻寧 1782 – 1850 Imperador Daoguang \| Minning 旻寧 1782 – 1850 Imperador Daoguang \| Minning 旻寧 1782 – 1850 Imperador Daoguang \| Minning 旻寧 1782 – 1850 Imperador Daoguang \| Minning 旻寧 1782 – 1850 Imperador Daoguang \| \| \| \| \| \| \| \| \| \| \| \| \| \| \| \| \| \| \| \| \| \| \| \| \| \| \| \| \| \| \| \| \| \| \| \| \| \| \| \| \| \| \| \| \| \| \| \| Miande 綿德 1747 – 1786 Beizi 貝子 1784 – 1786 \| Miande 綿德 1747 – 1786 Beizi 貝子 1784 – 1786 \| Miande 綿德 1747 – 1786 Beizi 貝子 1784 – 1786 \| Miande 綿德 1747 – 1786 Beizi 貝子 1784 – 1786 \| Miande 綿德 1747 – 1786 Beizi 貝子 1784 – 1786 \| Miande 綿德 1747 – 1786 Beizi 貝子 1784 – 1786 \| \| \| \| \| Minning 旻寧 1782 – 1850 Imperador Daoguang \| Minning 旻寧 1782 – 1850 Imperador Daoguang \| Minning 旻寧 1782 – 1850 Imperador Daoguang \| Minning 旻寧 1782 – 1850 Imperador Daoguang \| Minning 旻寧 1782 – 1850 Imperador Daoguang \| Minning 旻寧 1782 – 1850 Imperador Daoguang \| \| \| \| \| \| \| \| \| \| \| \| \| \| \| \| \| \| \| \| \| \| \| \| \| \| \| \| \| \| \| \| \| \| \| \| \| \| \| \| \| \| 1 \| 1 \| 1 \| 1 \| 1 \| 1 \| \| \| 7 \| 7 \| 7 \| 7 \| 7 \| 7 \| \| \| \| \| \| \| \| \| \| \| \| \| \| \| \| \| \| \| \| \| \| \| \| \| \| \| \| \| \| \| \| \| \| \| \| \| \| \| \| \| \| \| \| \| \| \| \| \| \| 1 \| 1 \| 1 \| 1 \| 1 \| 1 \| Yichun 奕純 1767 – 1816 Beizi 貝子 1786 – 1816 \| Yichun 奕純 1767 – 1816 Beizi 貝子 1786 – 1816 \| Yichun 奕純 1767 – 1816 Beizi 貝子 1786 – 1816 \| Yichun 奕純 1767 – 1816 Beizi 貝子 1786 – 1816 \| Yichun 奕純 1767 – 1816 Beizi 貝子 1786 – 1816 \| Yichun 奕純 1767 – 1816 Beizi 貝子 1786 – 1816 \| 7 \| 7 \| \| \| Yixuan 奕譞 1840 – 1891 Príncipe Chun Xian de Primeira Classe 醇賢親王 1872 – 1891 \| Yixuan 奕譞 1840 – 1891 Príncipe Chun Xian de Primeira Classe 醇賢親王 1872 – 1891 \| Yixuan 奕譞 1840 – 1891 Príncipe Chun Xian de Primeira Classe 醇賢親王 1872 – 1891 \| Yixuan 奕譞 1840 – 1891 Príncipe Chun Xian de Primeira Classe 醇賢親王 1872 – 1891 \| Yixuan 奕譞 1840 – 1891 Príncipe Chun Xian de Primeira Classe 醇賢親王 1872 – 1891 \| Yixuan 奕譞 1840 – 1891 Príncipe Chun Xian de Primeira Classe 醇賢親王 1872 – 1891 \| \| \| \| \| \| \| \| \| \| \| \| \| \| \| \| \| \| \| \| \| \| \| \| \| \| \| \| \| \| \| \| \| \| \| \| \| \| \| \| \| \| \| \| \| \| \| \| Yichun 奕純 1767 – 1816 Beizi 貝子 1786 – 1816 \| Yichun 奕純 1767 – 1816 Beizi 貝子 1786 – 1816 \| Yichun 奕純 1767 – 1816 Beizi 貝子 1786 – 1816 \| Yichun 奕純 1767 – 1816 Beizi 貝子 1786 – 1816 \| Yichun 奕純 1767 – 1816 Beizi 貝子 1786 – 1816 \| Yichun 奕純 1767 – 1816 Beizi 貝子 1786 – 1816 \| \| \| \| \| Yixuan 奕譞 1840 – 1891 Príncipe Chun Xian de Primeira Classe 醇賢親王 1872 – 1891 \| Yixuan 奕譞 1840 – 1891 Príncipe Chun Xian de Primeira Classe 醇賢親王 1872 – 1891 \| Yixuan 奕譞 1840 – 1891 Príncipe Chun Xian de Primeira Classe 醇賢親王 1872 – 1891 \| Yixuan 奕譞 1840 – 1891 Príncipe Chun Xian de Primeira Classe 醇賢親王 1872 – 1891 \| Yixuan 奕譞 1840 – 1891 Príncipe Chun Xian de Primeira Classe 醇賢親王 1872 – 1891 \| Yixuan 奕譞 1840 – 1891 Príncipe Chun Xian de Primeira Classe 醇賢親王 1872 – 1891 \| \| \| \| \| \| \| \| \| \| \| \| \| \| \| \| \| \| \| \| \| \| \| \| \| \| \| \| \| \| \| \| \| \| \| \| \| \| \| \| \| \| 3 \| 3 \| 3 \| 3 \| 3 \| 3 \| \| \| 5 \| 5 \| 5 \| 5 \| 5 \| 5 \| \| \| \| \| \| \| \| \| \| \| \| \| \| \| \| \| \| \| \| \| \| \| \| \| \| \| \| \| \| \| \| \| \| \| \| \| \| \| \| \| \| \| \| \| \| \| \| \| \| 3 \| 3 \| 3 \| 3 \| 3 \| 3 \| Zaiming 載銘 1795 – 1840 Baluarte Geral de Terceira Classe 三等輔國將軍 1816 – 1840 \| Zaiming 載銘 1795 – 1840 Baluarte Geral de Terceira Classe 三等輔國將軍 1816 – 1840 \| Zaiming 載銘 1795 – 1840 Baluarte Geral de Terceira Classe 三等輔國將軍 1816 – 1840 \| Zaiming 載銘 1795 – 1840 Baluarte Geral de Terceira Classe 三等輔國將軍 1816 – 1840 \| Zaiming 載銘 1795 – 1840 Baluarte Geral de Terceira Classe 三等輔國將軍 1816 – 1840 \| Zaiming 載銘 1795 – 1840 Baluarte Geral de Terceira Classe 三等輔國將軍 1816 – 1840 \| 5 \| 5 \| \| \| Zaifeng 載灃 1883 – 1951 Príncipe Chun de Primeira Classe 醇親王 1891 – 1912 \| Zaifeng 載灃 1883 – 1951 Príncipe Chun de Primeira Classe 醇親王 1891 – 1912 \| Zaifeng 載灃 1883 – 1951 Príncipe Chun de Primeira Classe 醇親王 1891 – 1912 \| Zaifeng 載灃 1883 – 1951 Príncipe Chun de Primeira Classe 醇親王 1891 – 1912 \| Zaifeng 載灃 1883 – 1951 Príncipe Chun de Primeira Classe 醇親王 1891 – 1912 \| Zaifeng 載灃 1883 – 1951 Príncipe Chun de Primeira Classe 醇親王 1891 – 1912 \| \| \| \| \| \| \| \| \| \| \| \| \| \| \| \| \| \| \| \| \| \| \| \| \| \| \| \| \| \| \| \| \| \| \| \| \| \| \| \| \| \| \| \| \| \| \| \| Zaiming 載銘 1795 – 1840 Baluarte Geral de Terceira Classe 三等輔國將軍 1816 – 1840 \| Zaiming 載銘 1795 – 1840 Baluarte Geral de Terceira Classe 三等輔國將軍 1816 – 1840 \| Zaiming 載銘 1795 – 1840 Baluarte Geral de Terceira Classe 三等輔國將軍 1816 – 1840 \| Zaiming 載銘 1795 – 1840 Baluarte Geral de Terceira Classe 三等輔國將軍 1816 – 1840 \| Zaiming 載銘 1795 – 1840 Baluarte Geral de Terceira Classe 三等輔國將軍 1816 – 1840 \| Zaiming 載銘 1795 – 1840 Baluarte Geral de Terceira Classe 三等輔國將軍 1816 – 1840 \| \| \| \| \| Zaifeng 載灃 1883 – 1951 Príncipe Chun de Primeira Classe 醇親王 1891 – 1912 \| Zaifeng 載灃 1883 – 1951 Príncipe Chun de Primeira Classe 醇親王 1891 – 1912 \| Zaifeng 載灃 1883 – 1951 Príncipe Chun de Primeira Classe 醇親王 1891 – 1912 \| Zaifeng 載灃 1883 – 1951 Príncipe Chun de Primeira Classe 醇親王 1891 – 1912 \| Zaifeng 載灃 1883 – 1951 Príncipe Chun de Primeira Classe 醇親王 1891 – 1912 \| Zaifeng 載灃 1883 – 1951 Príncipe Chun de Primeira Classe 醇親王 1891 – 1912 \| \| \| \| \| \| \| \| \| \| \| \| \| \| \| \| \| \| \| \| \| \| \| \| \| \| \| \| \| \| \| \| \| \| \| \| \| \| \| \| \| \| \| \| \| \| \| \| \| \| \| \| \| \| \| \| \| \| \| \| \| \| \| \| \| \| \| \| \| \| \| \| \| \| \| \| \| \| \| \| \| \| \| \| \| \| \| \| \| \| \| \| \| \| \| \| \| \| \| \| \| \| \| \| \| 5 \| 5 \| 5 \| 5 \| 5 \| 5 \| \| \| 1 \| 1 \| 1 \| 1 \| 1 \| 1 \| \| \| 1 \| 1 \| 1 \| 1 \| 1 \| 1 \| \| \| 3 \| 3 \| 3 \| 3 \| 3 \| 3 \| \| \| \| \| \| \| \| \| \| \| \| \| \| \| \| \| \| \| \| \| \| \| \| \| \| \| \| \| \| \| \| \| \| 5 \| 5 \| 5 \| 5 \| 5 \| 5 \| Puxu 溥煦 1831 – 1907 Príncipe Ding Shen do Segundo Grau 定慎郡王 1854 – 1907 \| Puxu 溥煦 1831 – 1907 Príncipe Ding Shen do Segundo Grau 定慎郡王 1854 – 1907 \| Puxu 溥煦 1831 – 1907 Príncipe Ding Shen do Segundo Grau 定慎郡王 1854 – 1907 \| Puxu 溥煦 1831 – 1907 Príncipe Ding Shen do Segundo Grau 定慎郡王 1854 – 1907 \| Puxu 溥煦 1831 – 1907 Príncipe Ding Shen do Segundo Grau 定慎郡王 1854 – 1907 \| Puxu 溥煦 1831 – 1907 Príncipe Ding Shen do Segundo Grau 定慎郡王 1854 – 1907 \| 1 \| 1 \| \| \| 1 \| 1 \| 1 \| 1 \| 1 \| 1 \| Pu Yi 溥儀 1906 – 1967 \| Pu Yi 溥儀 1906 – 1967 \| Pu Yi 溥儀 1906 – 1967 \| Pu Yi 溥儀 1906 – 1967 \| Pu Yi 溥儀 1906 – 1967 \| Pu Yi 溥儀 1906 – 1967 \| 3 \| 3 \| \| \| Yunying 韞媖 1909 – 1925 \| Yunying 韞媖 1909 – 1925 \| Yunying 韞媖 1909 – 1925 \| Yunying 韞媖 1909 – 1925 \| Yunying 韞媖 1909 – 1925 \| Yunying 韞媖 1909 – 1925 \| \| \| Yunying 韞穎 1913 – 1992 \| Yunying 韞穎 1913 – 1992 \| Yunying 韞穎 1913 – 1992 \| Yunying 韞穎 1913 – 1992 \| Yunying 韞穎 1913 – 1992 \| Yunying 韞穎 1913 – 1992 \| \| \| \| \| \| \| \| \| \| \| \| \| \| \| \| \| \| \| \| \| \| \| \| Puxu 溥煦 1831 – 1907 Príncipe Ding Shen do Segundo Grau 定慎郡王 1854 – 1907 \| Puxu 溥煦 1831 – 1907 Príncipe Ding Shen do Segundo Grau 定慎郡王 1854 – 1907 \| Puxu 溥煦 1831 – 1907 Príncipe Ding Shen do Segundo Grau 定慎郡王 1854 – 1907 \| Puxu 溥煦 1831 – 1907 Príncipe Ding Shen do Segundo Grau 定慎郡王 1854 – 1907 \| Puxu 溥煦 1831 – 1907 Príncipe Ding Shen do Segundo Grau 定慎郡王 1854 – 1907 \| Puxu 溥煦 1831 – 1907 Príncipe Ding Shen do Segundo Grau 定慎郡王 1854 – 1907 \| \| \| \| \| \| \| \| \| \| \| Pu Yi 溥儀 1906 – 1967 \| Pu Yi 溥儀 1906 – 1967 \| Pu Yi 溥儀 1906 – 1967 \| Pu Yi 溥儀 1906 – 1967 \| Pu Yi 溥儀 1906 – 1967 \| Pu Yi 溥儀 1906 – 1967 \| \| \| \| \| Yunying 韞媖 1909 – 1925 \| Yunying 韞媖 1909 – 1925 \| Yunying 韞媖 1909 – 1925 \| Yunying 韞媖 1909 – 1925 \| Yunying 韞媖 1909 – 1925 \| Yunying 韞媖 1909 – 1925 \| \| \| Yunying 韞穎 1913 – 1992 \| Yunying 韞穎 1913 – 1992 \| Yunying 韞穎 1913 – 1992 \| Yunying 韞穎 1913 – 1992 \| Yunying 韞穎 1913 – 1992 \| Yunying 韞穎 1913 – 1992 \| \| \| \| \| \| \| \| \| \| \| \| \| \| \| \| \| \| \| \| \| \| \| \| \| \| \| \| \| \| \| \| \| \| \| \| \| \| \| \| \| \| \| \| \| \| \| \| \| \| \| \| \| \| \| \| \| \| \| \| \| \| \| \| \| \| \| \| \| \| \| \| \| \| \| \| \| \| \| \| \| \| \| \| \| \| \| \| \| \| \| \| \| \| \| \| \| \| \| \| \| \| \| \| \| \| \| \| \| \| \| \| \| \| \| \| \| \| \| \| \| \| \| \| \| \| \| \| 2 \| 2 \| 2 \| 2 \| 2 \| 2 \| \| \| \| \| \| \| \| \| \| \| 1 \| 1 \| 1 \| 1 \| 1 \| 1 \| \| \| \| \| \| \| \| \| \| \| \| \| \| \| \| \| \| \| \| \| \| \| \| \| \| \| \| \| \| \| \| \| \| \| \| \| \| \| \| \| \| 2 \| 2 \| 2 \| 2 \| 2 \| 2 \| Yulang 毓朗 1864 – 1922 Beile Minda 敏達貝勒 1907 – 1922 \| Yulang 毓朗 1864 – 1922 Beile Minda 敏達貝勒 1907 – 1922 \| Yulang 毓朗 1864 – 1922 Beile Minda 敏達貝勒 1907 – 1922 \| Yulang 毓朗 1864 – 1922 Beile Minda 敏達貝勒 1907 – 1922 \| Yulang 毓朗 1864 – 1922 Beile Minda 敏達貝勒 1907 – 1922 \| Yulang 毓朗 1864 – 1922 Beile Minda 敏達貝勒 1907 – 1922 \| \| \| \| \| 1 \| 1 \| 1 \| 1 \| 1 \| 1 \| \| \| \| \| \| \| Yuzhang 毓長 1851 – 1903 Defensor Geral 鎮國將軍 1872 – 1903 \| Yuzhang 毓長 1851 – 1903 Defensor Geral 鎮國將軍 1872 – 1903 \| Yuzhang 毓長 1851 – 1903 Defensor Geral 鎮國將軍 1872 – 1903 \| Yuzhang 毓長 1851 – 1903 Defensor Geral 鎮國將軍 1872 – 1903 \| Yuzhang 毓長 1851 – 1903 Defensor Geral 鎮國將軍 1872 – 1903 \| Yuzhang 毓長 1851 – 1903 Defensor Geral 鎮國將軍 1872 – 1903 \| \| \| \| \| \| \| \| \| \| \| \| \| \| \| \| \| \| \| \| \| \| \| \| \| \| \| \| \| \| \| \| \| \| \| \| Yulang 毓朗 1864 – 1922 Beile Minda 敏達貝勒 1907 – 1922 \| Yulang 毓朗 1864 – 1922 Beile Minda 敏達貝勒 1907 – 1922 \| Yulang 毓朗 1864 – 1922 Beile Minda 敏達貝勒 1907 – 1922 \| Yulang 毓朗 1864 – 1922 Beile Minda 敏達貝勒 1907 – 1922 \| Yulang 毓朗 1864 – 1922 Beile Minda 敏達貝勒 1907 – 1922 \| Yulang 毓朗 1864 – 1922 Beile Minda 敏達貝勒 1907 – 1922 \| \| \| \| \| \| \| \| \| \| \| \| \| \| \| \| \| Yuzhang 毓長 1851 – 1903 Defensor Geral 鎮國將軍 1872 – 1903 \| Yuzhang 毓長 1851 – 1903 Defensor Geral 鎮國將軍 1872 – 1903 \| Yuzhang 毓長 1851 – 1903 Defensor Geral 鎮國將軍 1872 – 1903 \| Yuzhang 毓長 1851 – 1903 Defensor Geral 鎮國將軍 1872 – 1903 \| Yuzhang 毓長 1851 – 1903 Defensor Geral 鎮國將軍 1872 – 1903 \| Yuzhang 毓長 1851 – 1903 Defensor Geral 鎮國將軍 1872 – 1903 \| \| \| \| \| \| \| \| \| \| \| \| \| \| \| \| \| \| \| \| \| \| \| \| \| \| \| \| \| \| 2 \| 2 \| 2 \| 2 \| 2 \| 2 \| \| \| \| \| \| \| \| \| \| \| 4 \| 4 \| 4 \| 4 \| 4 \| 4 \| \| \| \| \| \| \| \| \| \| \| \| \| \| \| \| \| \| \| \| \| \| \| \| \| \| \| \| \| \| \| \| \| \| \| \| \| \| \| \| \| \| 2 \| 2 \| 2 \| 2 \| 2 \| 2 \| Hengxiang 恆香 \| Hengxiang 恆香 \| Hengxiang 恆香 \| Hengxiang 恆香 \| Hengxiang 恆香 \| Hengxiang 恆香 \| \| \| Rongyuan 榮源 \| Rongyuan 榮源 \| Rongyuan 榮源 \| Rongyuan 榮源 \| Rongyuan 榮源 \| Rongyuan 榮源 \| 4 \| 4 \| \| \| Hengxin 恒馨 \| Hengxin 恒馨 \| Hengxin 恒馨 \| Hengxin 恒馨 \| Hengxin 恒馨 \| Hengxin 恒馨 \| \| \| \| \| \| \| \| \| \| \| \| \| \| \| \| \| \| \| \| \| \| \| \| \| \| \| \| \| \| \| \| \| \| \| \| \| \| \| \| Hengxiang 恆香 \| Hengxiang 恆香 \| Hengxiang 恆香 \| Hengxiang 恆香 \| Hengxiang 恆香 \| Hengxiang 恆香 \| \| \| Rongyuan 榮源 \| Rongyuan 榮源 \| Rongyuan 榮源 \| Rongyuan 榮源 \| Rongyuan 榮源 \| Rongyuan 榮源 \| \| \| \| \| Hengxin 恒馨 \| Hengxin 恒馨 \| Hengxin 恒馨 \| Hengxin 恒馨 \| Hengxin 恒馨 \| Hengxin 恒馨 \| \| \| \| \| \| \| \| \| \| \| \| \| \| \| \| \| \| \| \| \| \| \| \| \| \| \| \| \| \| \| \| \| \| \| \| \| \| \| \| \| \| \| \| \| \| \| \| \| \| \| \| \| \| \| \| \| \| \| \| \| \| \| \| \| \| \| \| \| \| \| \| \| \| \| \| \| \| \| \| \| \| \| \| \| \| \| \| \| \| \| \| \| \| \| \| \| \| \| \| \| \| \| \| \| \| \| \| \| \| \| \| \| \| \| \| \| \| \| \| \| \| \| \| \| \| \| \| \| \| \| \| \| \| \| \| \| \| \| \| \| \| \| \| \| \| \| \| \| \| \| \| \| \| \| \| \| \| \| \| 2 \| 2 \| 2 \| 2 \| 2 \| 2 \| \| \| 1 \| 1 \| 1 \| 1 \| 1 \| 1 \| \| \| 1 \| 1 \| 1 \| 1 \| 1 \| 1 \| \| \| \| \| \| \| \| \| \| \| \| \| \| \| \| \| \| \| \| \| \| \| \| \| \| \| \| \| \| \| \| \| \| \| \| \| \| \| \| \| \| 2 \| 2 \| 2 \| 2 \| 2 \| 2 \| Runqi 潤麒 \| Runqi 潤麒 \| Runqi 潤麒 \| Runqi 潤麒 \| Runqi 潤麒 \| Runqi 潤麒 \| 1 \| 1 \| \| \| 1 \| 1 \| 1 \| 1 \| 1 \| 1 \| Runliang 潤良 \| Runliang 潤良 \| Runliang 潤良 \| Runliang 潤良 \| Runliang 潤良 \| Runliang 潤良 \| \| \| Wanrong 婉容 1904 – 1946 \| Wanrong 婉容 1904 – 1946 \| Wanrong 婉容 1904 – 1946 \| Wanrong 婉容 1904 – 1946 \| Wanrong 婉容 1904 – 1946 \| Wanrong 婉容 1904 – 1946 \| \| \| \| \| \| \| \| \| \| \| \| \| \| \| \| \| \| \| \| \| \| \| \| \| \| \| \| \| \| \| \| \| \| Runqi 潤麒 \| Runqi 潤麒 \| Runqi 潤麒 \| Runqi 潤麒 \| Runqi 潤麒 \| Runqi 潤麒 \| \| \| \| \| \| \| \| \| \| \| Runliang 潤良 \| Runliang 潤良 \| Runliang 潤良 \| Runliang 潤良 \| Runliang 潤良 \| Runliang 潤良 \| \| \| Wanrong 婉容 1904 – 1946 \| Wanrong 婉容 1904 – 1946 \| Wanrong 婉容 1904 – 1946 \| Wanrong 婉容 1904 – 1946 \| Wanrong 婉容 1904 – 1946 \| Wanrong 婉容 1904 – 1946 \| \| \| \| \| \| \| \| \| \| \| \| \| \| \| \| \| \| \| \| \| \| \| \| \| \| \| \| \| \| \| \| \| \| \| \| \| \| \| \| \| \| \| \| \| \| \| \| \| \| \| \| \| \| \| \| \| \| \| \| \| \| \| \| \| \| \| \| \| \| \| \| \| \| \| \| \| \| \| \| \| \| \| \| \| \| \| \| \| \| \| \| \| \| \| \| \| \| \| \| \| \| \| \| \| \| \| \| \| \| \| \| \| \| \| \| \| \| \| \| \| \| \| \| \| \| \| \| \| \| \| \| \| \| \| \| \| \| \| \| \| \| \| \| \| \| \| \| \| \| \| \| \| \| \| \| \| \| \| \| \| \| \| \| \| \| \| \| \| \| \| \| \| \| \| \| \| \| \| \| \| \| \| \| \| \| \| \| \| \| \| \| \| \| \| \| \| \| \| \| \| \| \| \| \| \| \| \| \| \| \| \| \| \| \| \| \| \| \| \| \| \| \| \| \| \| \| \| \| \| \| \| \| \| \| \| \| \| \| \| \| \| \| \| \| \| \| \| \| \| \| \| \| \| \| \| \| \| \| \| \| \| \| \| \| \| \| \| \| \| \| \| \| \| \| \| \| \| \| |   |   |   |   |   |                                                          |                                                          |                                                          |                                                          |                                                          |                                                          |   |   |               |               |                                            |               |               |               |   |   |                                                                                               |                                                                                               |                                                                                               |                                                                                               |                                                                                               |                                                                                               |                                                              |                                                              |                                                              |                                                              |                                                                                    |                                                                                    |                                                                                    |                                                                                    |                                                                                    |                                                                                    |                        |                        |                        |                        |                        |                        |   |   |  |  |                          |                          |                          |                          |                          |                          |  |  |                          |                          |                          |                          |                          |                          |
| |   |   |   |   |   |                                                          |                                                          |                                                          |                                                          |                                                          |                                                          |   |   |               |               | Hongli 弘曆 1711 – 1799 Imperador Qianlong |               |               |               |   |   |                                                                                               |                                                                                               |                                                                                               |                                                                                               |                                                                                               |                                                                                               |                                                              |                                                              |                                                              |                                                              |                                                                                    |                                                                                    |                                                                                    |                                                                                    |                                                                                    |                                                                                    |                        |                        |                        |                        |                        |                        |   |   |  |  |                          |                          |                          |                          |                          |                          |  |  |                          |                          |                          |                          |                          |                          |
| |   |   |   |   |   |                                                          |                                                          |                                                          |                                                          |                                                          |                                                          |   |   |               |               |                                            |               |               |               |   |   |                                                                                               |                                                                                               |                                                                                               |                                                                                               |                                                                                               |                                                                                               |                                                              |                                                              |                                                              |                                                              |                                                                                    |                                                                                    |                                                                                    |                                                                                    |                                                                                    |                                                                                    |                        |                        |                        |                        |                        |                        |   |   |  |  |                          |                          |                          |                          |                          |                          |  |  |                          |                          |                          |                          |                          |                          |
| |   |   |   |   |   |                                                          |                                                          |                                                          |                                                          |                                                          |                                                          |   |   |               |               |                                            |               |               |               |   |   |                                                                                               |                                                                                               |                                                                                               |                                                                                               |                                                                                               |                                                                                               |                                                              |                                                              |                                                              |                                                              |                                                                                    |                                                                                    |                                                                                    |                                                                                    |                                                                                    |                                                                                    |                        |                        |                        |                        |                        |                        |   |   |  |  |                          |                          |                          |                          |                          |                          |  |  |                          |                          |                          |                          |                          |                          |
| |   |   |   |   |   |                                                          |                                                          |                                                          |                                                          |                                                          |                                                          |   |   |               |               | 1                                          | 1             | 1             | 1             | 1 | 1 |                                                                                               |                                                                                               | 15                                                                                            | 15                                                                                            | 15                                                                                            | 15                                                                                            | 15                                                           | 15                                                           |                                                              |                                                              |                                                                                    |                                                                                    |                                                                                    |                                                                                    |                                                                                    |                                                                                    |                        |                        |                        |                        |                        |                        |   |   |  |  |                          |                          |                          |                          |                          |                          |  |  |                          |                          |                          |                          |                          |                          |
| |   |   |   |   |   |                                                          |                                                          |                                                          |                                                          |                                                          |                                                          |   |   |               |               | 1                                          | 1             | 1             | 1             | 1 | 1 | Yonghuang 永璜 1728 – 1750 Príncipe Ding An de Primeira Classe 定安親王 (título postumamente) | Yonghuang 永璜 1728 – 1750 Príncipe Ding An de Primeira Classe 定安親王 (título postumamente) | Yonghuang 永璜 1728 – 1750 Príncipe Ding An de Primeira Classe 定安親王 (título postumamente) | Yonghuang 永璜 1728 – 1750 Príncipe Ding An de Primeira Classe 定安親王 (título postumamente) | Yonghuang 永璜 1728 – 1750 Príncipe Ding An de Primeira Classe 定安親王 (título postumamente) | Yonghuang 永璜 1728 – 1750 Príncipe Ding An de Primeira Classe 定安親王 (título postumamente) | 15                                                           | 15                                                           |                                                              |                                                              | Yongyan 顒琰 1760 – 1820 Imperador Jiaqing                                         | Yongyan 顒琰 1760 – 1820 Imperador Jiaqing                                         | Yongyan 顒琰 1760 – 1820 Imperador Jiaqing                                         | Yongyan 顒琰 1760 – 1820 Imperador Jiaqing                                         | Yongyan 顒琰 1760 – 1820 Imperador Jiaqing                                         | Yongyan 顒琰 1760 – 1820 Imperador Jiaqing                                         |                        |                        |                        |                        |                        |                        |   |   |  |  |                          |                          |                          |                          |                          |                          |  |  |                          |                          |                          |                          |                          |                          |
| |   |   |   |   |   |                                                          |                                                          |                                                          |                                                          |                                                          |                                                          |   |   |               |               |                                            |               |               |               |   |   | Yonghuang 永璜 1728 – 1750 Príncipe Ding An de Primeira Classe 定安親王 (título postumamente) | Yonghuang 永璜 1728 – 1750 Príncipe Ding An de Primeira Classe 定安親王 (título postumamente) | Yonghuang 永璜 1728 – 1750 Príncipe Ding An de Primeira Classe 定安親王 (título postumamente) | Yonghuang 永璜 1728 – 1750 Príncipe Ding An de Primeira Classe 定安親王 (título postumamente) | Yonghuang 永璜 1728 – 1750 Príncipe Ding An de Primeira Classe 定安親王 (título postumamente) | Yonghuang 永璜 1728 – 1750 Príncipe Ding An de Primeira Classe 定安親王 (título postumamente) |                                                              |                                                              |                                                              |                                                              | Yongyan 顒琰 1760 – 1820 Imperador Jiaqing                                         | Yongyan 顒琰 1760 – 1820 Imperador Jiaqing                                         | Yongyan 顒琰 1760 – 1820 Imperador Jiaqing                                         | Yongyan 顒琰 1760 – 1820 Imperador Jiaqing                                         | Yongyan 顒琰 1760 – 1820 Imperador Jiaqing                                         | Yongyan 顒琰 1760 – 1820 Imperador Jiaqing                                         |                        |                        |                        |                        |                        |                        |   |   |  |  |                          |                          |                          |                          |                          |                          |  |  |                          |                          |                          |                          |                          |                          |
| |   |   |   |   |   |                                                          |                                                          |                                                          |                                                          |                                                          |                                                          |   |   |               |               | 1                                          | 1             | 1             | 1             | 1 | 1 |                                                                                               |                                                                                               | 2                                                                                             | 2                                                                                             | 2                                                                                             | 2                                                                                             | 2                                                            | 2                                                            |                                                              |                                                              |                                                                                    |                                                                                    |                                                                                    |                                                                                    |                                                                                    |                                                                                    |                        |                        |                        |                        |                        |                        |   |   |  |  |                          |                          |                          |                          |                          |                          |  |  |                          |                          |                          |                          |                          |                          |
| |   |   |   |   |   |                                                          |                                                          |                                                          |                                                          |                                                          |                                                          |   |   |               |               | 1                                          | 1             | 1             | 1             | 1 | 1 | Miande 綿德 1747 – 1786 Beizi 貝子 1784 – 1786                                                | Miande 綿德 1747 – 1786 Beizi 貝子 1784 – 1786                                                | Miande 綿德 1747 – 1786 Beizi 貝子 1784 – 1786                                                | Miande 綿德 1747 – 1786 Beizi 貝子 1784 – 1786                                                | Miande 綿德 1747 – 1786 Beizi 貝子 1784 – 1786                                                | Miande 綿德 1747 – 1786 Beizi 貝子 1784 – 1786                                                | 2                                                            | 2                                                            |                                                              |                                                              | Minning 旻寧 1782 – 1850 Imperador Daoguang                                        | Minning 旻寧 1782 – 1850 Imperador Daoguang                                        | Minning 旻寧 1782 – 1850 Imperador Daoguang                                        | Minning 旻寧 1782 – 1850 Imperador Daoguang                                        | Minning 旻寧 1782 – 1850 Imperador Daoguang                                        | Minning 旻寧 1782 – 1850 Imperador Daoguang                                        |                        |                        |                        |                        |                        |                        |   |   |  |  |                          |                          |                          |                          |                          |                          |  |  |                          |                          |                          |                          |                          |                          |
| |   |   |   |   |   |                                                          |                                                          |                                                          |                                                          |                                                          |                                                          |   |   |               |               |                                            |               |               |               |   |   | Miande 綿德 1747 – 1786 Beizi 貝子 1784 – 1786                                                | Miande 綿德 1747 – 1786 Beizi 貝子 1784 – 1786                                                | Miande 綿德 1747 – 1786 Beizi 貝子 1784 – 1786                                                | Miande 綿德 1747 – 1786 Beizi 貝子 1784 – 1786                                                | Miande 綿德 1747 – 1786 Beizi 貝子 1784 – 1786                                                | Miande 綿德 1747 – 1786 Beizi 貝子 1784 – 1786                                                |                                                              |                                                              |                                                              |                                                              | Minning 旻寧 1782 – 1850 Imperador Daoguang                                        | Minning 旻寧 1782 – 1850 Imperador Daoguang                                        | Minning 旻寧 1782 – 1850 Imperador Daoguang                                        | Minning 旻寧 1782 – 1850 Imperador Daoguang                                        | Minning 旻寧 1782 – 1850 Imperador Daoguang                                        | Minning 旻寧 1782 – 1850 Imperador Daoguang                                        |                        |                        |                        |                        |                        |                        |   |   |  |  |                          |                          |                          |                          |                          |                          |  |  |                          |                          |                          |                          |                          |                          |
| |   |   |   |   |   |                                                          |                                                          |                                                          |                                                          |                                                          |                                                          |   |   |               |               | 1                                          | 1             | 1             | 1             | 1 | 1 |                                                                                               |                                                                                               | 7                                                                                             | 7                                                                                             | 7                                                                                             | 7                                                                                             | 7                                                            | 7                                                            |                                                              |                                                              |                                                                                    |                                                                                    |                                                                                    |                                                                                    |                                                                                    |                                                                                    |                        |                        |                        |                        |                        |                        |   |   |  |  |                          |                          |                          |                          |                          |                          |  |  |                          |                          |                          |                          |                          |                          |
| |   |   |   |   |   |                                                          |                                                          |                                                          |                                                          |                                                          |                                                          |   |   |               |               | 1                                          | 1             | 1             | 1             | 1 | 1 | Yichun 奕純 1767 – 1816 Beizi 貝子 1786 – 1816                                                | Yichun 奕純 1767 – 1816 Beizi 貝子 1786 – 1816                                                | Yichun 奕純 1767 – 1816 Beizi 貝子 1786 – 1816                                                | Yichun 奕純 1767 – 1816 Beizi 貝子 1786 – 1816                                                | Yichun 奕純 1767 – 1816 Beizi 貝子 1786 – 1816                                                | Yichun 奕純 1767 – 1816 Beizi 貝子 1786 – 1816                                                | 7                                                            | 7                                                            |                                                              |                                                              | Yixuan 奕譞 1840 – 1891 Príncipe Chun Xian de Primeira Classe 醇賢親王 1872 – 1891 | Yixuan 奕譞 1840 – 1891 Príncipe Chun Xian de Primeira Classe 醇賢親王 1872 – 1891 | Yixuan 奕譞 1840 – 1891 Príncipe Chun Xian de Primeira Classe 醇賢親王 1872 – 1891 | Yixuan 奕譞 1840 – 1891 Príncipe Chun Xian de Primeira Classe 醇賢親王 1872 – 1891 | Yixuan 奕譞 1840 – 1891 Príncipe Chun Xian de Primeira Classe 醇賢親王 1872 – 1891 | Yixuan 奕譞 1840 – 1891 Príncipe Chun Xian de Primeira Classe 醇賢親王 1872 – 1891 |                        |                        |                        |                        |                        |                        |   |   |  |  |                          |                          |                          |                          |                          |                          |  |  |                          |                          |                          |                          |                          |                          |
| |   |   |   |   |   |                                                          |                                                          |                                                          |                                                          |                                                          |                                                          |   |   |               |               |                                            |               |               |               |   |   | Yichun 奕純 1767 – 1816 Beizi 貝子 1786 – 1816                                                | Yichun 奕純 1767 – 1816 Beizi 貝子 1786 – 1816                                                | Yichun 奕純 1767 – 1816 Beizi 貝子 1786 – 1816                                                | Yichun 奕純 1767 – 1816 Beizi 貝子 1786 – 1816                                                | Yichun 奕純 1767 – 1816 Beizi 貝子 1786 – 1816                                                | Yichun 奕純 1767 – 1816 Beizi 貝子 1786 – 1816                                                |                                                              |                                                              |                                                              |                                                              | Yixuan 奕譞 1840 – 1891 Príncipe Chun Xian de Primeira Classe 醇賢親王 1872 – 1891 | Yixuan 奕譞 1840 – 1891 Príncipe Chun Xian de Primeira Classe 醇賢親王 1872 – 1891 | Yixuan 奕譞 1840 – 1891 Príncipe Chun Xian de Primeira Classe 醇賢親王 1872 – 1891 | Yixuan 奕譞 1840 – 1891 Príncipe Chun Xian de Primeira Classe 醇賢親王 1872 – 1891 | Yixuan 奕譞 1840 – 1891 Príncipe Chun Xian de Primeira Classe 醇賢親王 1872 – 1891 | Yixuan 奕譞 1840 – 1891 Príncipe Chun Xian de Primeira Classe 醇賢親王 1872 – 1891 |                        |                        |                        |                        |                        |                        |   |   |  |  |                          |                          |                          |                          |                          |                          |  |  |                          |                          |                          |                          |                          |                          |
| |   |   |   |   |   |                                                          |                                                          |                                                          |                                                          |                                                          |                                                          |   |   |               |               | 3                                          | 3             | 3             | 3             | 3 | 3 |                                                                                               |                                                                                               | 5                                                                                             | 5                                                                                             | 5                                                                                             | 5                                                                                             | 5                                                            | 5                                                            |                                                              |                                                              |                                                                                    |                                                                                    |                                                                                    |                                                                                    |                                                                                    |                                                                                    |                        |                        |                        |                        |                        |                        |   |   |  |  |                          |                          |                          |                          |                          |                          |  |  |                          |                          |                          |                          |                          |                          |
| |   |   |   |   |   |                                                          |                                                          |                                                          |                                                          |                                                          |                                                          |   |   |               |               | 3                                          | 3             | 3             | 3             | 3 | 3 | Zaiming 載銘 1795 – 1840 Baluarte Geral de Terceira Classe 三等輔國將軍 1816 – 1840           | Zaiming 載銘 1795 – 1840 Baluarte Geral de Terceira Classe 三等輔國將軍 1816 – 1840           | Zaiming 載銘 1795 – 1840 Baluarte Geral de Terceira Classe 三等輔國將軍 1816 – 1840           | Zaiming 載銘 1795 – 1840 Baluarte Geral de Terceira Classe 三等輔國將軍 1816 – 1840           | Zaiming 載銘 1795 – 1840 Baluarte Geral de Terceira Classe 三等輔國將軍 1816 – 1840           | Zaiming 載銘 1795 – 1840 Baluarte Geral de Terceira Classe 三等輔國將軍 1816 – 1840           | 5                                                            | 5                                                            |                                                              |                                                              | Zaifeng 載灃 1883 – 1951 Príncipe Chun de Primeira Classe 醇親王 1891 – 1912       | Zaifeng 載灃 1883 – 1951 Príncipe Chun de Primeira Classe 醇親王 1891 – 1912       | Zaifeng 載灃 1883 – 1951 Príncipe Chun de Primeira Classe 醇親王 1891 – 1912       | Zaifeng 載灃 1883 – 1951 Príncipe Chun de Primeira Classe 醇親王 1891 – 1912       | Zaifeng 載灃 1883 – 1951 Príncipe Chun de Primeira Classe 醇親王 1891 – 1912       | Zaifeng 載灃 1883 – 1951 Príncipe Chun de Primeira Classe 醇親王 1891 – 1912       |                        |                        |                        |                        |                        |                        |   |   |  |  |                          |                          |                          |                          |                          |                          |  |  |                          |                          |                          |                          |                          |                          |
| |   |   |   |   |   |                                                          |                                                          |                                                          |                                                          |                                                          |                                                          |   |   |               |               |                                            |               |               |               |   |   | Zaiming 載銘 1795 – 1840 Baluarte Geral de Terceira Classe 三等輔國將軍 1816 – 1840           | Zaiming 載銘 1795 – 1840 Baluarte Geral de Terceira Classe 三等輔國將軍 1816 – 1840           | Zaiming 載銘 1795 – 1840 Baluarte Geral de Terceira Classe 三等輔國將軍 1816 – 1840           | Zaiming 載銘 1795 – 1840 Baluarte Geral de Terceira Classe 三等輔國將軍 1816 – 1840           | Zaiming 載銘 1795 – 1840 Baluarte Geral de Terceira Classe 三等輔國將軍 1816 – 1840           | Zaiming 載銘 1795 – 1840 Baluarte Geral de Terceira Classe 三等輔國將軍 1816 – 1840           |                                                              |                                                              |                                                              |                                                              | Zaifeng 載灃 1883 – 1951 Príncipe Chun de Primeira Classe 醇親王 1891 – 1912       | Zaifeng 載灃 1883 – 1951 Príncipe Chun de Primeira Classe 醇親王 1891 – 1912       | Zaifeng 載灃 1883 – 1951 Príncipe Chun de Primeira Classe 醇親王 1891 – 1912       | Zaifeng 載灃 1883 – 1951 Príncipe Chun de Primeira Classe 醇親王 1891 – 1912       | Zaifeng 載灃 1883 – 1951 Príncipe Chun de Primeira Classe 醇親王 1891 – 1912       | Zaifeng 載灃 1883 – 1951 Príncipe Chun de Primeira Classe 醇親王 1891 – 1912       |                        |                        |                        |                        |                        |                        |   |   |  |  |                          |                          |                          |                          |                          |                          |  |  |                          |                          |                          |                          |                          |                          |
| |   |   |   |   |   |                                                          |                                                          |                                                          |                                                          |                                                          |                                                          |   |   |               |               |                                            |               |               |               |   |   |                                                                                               |                                                                                               |                                                                                               |                                                                                               |                                                                                               |                                                                                               |                                                              |                                                              |                                                              |                                                              |                                                                                    |                                                                                    |                                                                                    |                                                                                    |                                                                                    |                                                                                    |                        |                        |                        |                        |                        |                        |   |   |  |  |                          |                          |                          |                          |                          |                          |  |  |                          |                          |                          |                          |                          |                          |
| |   |   |   |   |   |                                                          |                                                          |                                                          |                                                          |                                                          |                                                          |   |   |               |               | 5                                          | 5             | 5             | 5             | 5 | 5 |                                                                                               |                                                                                               | 1                                                                                             | 1                                                                                             | 1                                                                                             | 1                                                                                             | 1                                                            | 1                                                            |                                                              |                                                              | 1                                                                                  | 1                                                                                  | 1                                                                                  | 1                                                                                  | 1                                                                                  | 1                                                                                  |                        |                        | 3                      | 3                      | 3                      | 3                      | 3 | 3 |  |  |                          |                          |                          |                          |                          |                          |  |  |                          |                          |                          |                          |                          |                          |
| |   |   |   |   |   |                                                          |                                                          |                                                          |                                                          |                                                          |                                                          |   |   |               |               | 5                                          | 5             | 5             | 5             | 5 | 5 | Puxu 溥煦 1831 – 1907 Príncipe Ding Shen do Segundo Grau 定慎郡王 1854 – 1907                 | Puxu 溥煦 1831 – 1907 Príncipe Ding Shen do Segundo Grau 定慎郡王 1854 – 1907                 | Puxu 溥煦 1831 – 1907 Príncipe Ding Shen do Segundo Grau 定慎郡王 1854 – 1907                 | Puxu 溥煦 1831 – 1907 Príncipe Ding Shen do Segundo Grau 定慎郡王 1854 – 1907                 | Puxu 溥煦 1831 – 1907 Príncipe Ding Shen do Segundo Grau 定慎郡王 1854 – 1907                 | Puxu 溥煦 1831 – 1907 Príncipe Ding Shen do Segundo Grau 定慎郡王 1854 – 1907                 | 1                                                            | 1                                                            |                                                              |                                                              | 1                                                                                  | 1                                                                                  | 1                                                                                  | 1                                                                                  | 1                                                                                  | 1                                                                                  | Pu Yi 溥儀 1906 – 1967 | Pu Yi 溥儀 1906 – 1967 | Pu Yi 溥儀 1906 – 1967 | Pu Yi 溥儀 1906 – 1967 | Pu Yi 溥儀 1906 – 1967 | Pu Yi 溥儀 1906 – 1967 | 3 | 3 |  |  | Yunying 韞媖 1909 – 1925 | Yunying 韞媖 1909 – 1925 | Yunying 韞媖 1909 – 1925 | Yunying 韞媖 1909 – 1925 | Yunying 韞媖 1909 – 1925 | Yunying 韞媖 1909 – 1925 |  |  | Yunying 韞穎 1913 – 1992 | Yunying 韞穎 1913 – 1992 | Yunying 韞穎 1913 – 1992 | Yunying 韞穎 1913 – 1992 | Yunying 韞穎 1913 – 1992 | Yunying 韞穎 1913 – 1992 |
| |   |   |   |   |   |                                                          |                                                          |                                                          |                                                          |                                                          |                                                          |   |   |               |               |                                            |               |               |               |   |   | Puxu 溥煦 1831 – 1907 Príncipe Ding Shen do Segundo Grau 定慎郡王 1854 – 1907                 | Puxu 溥煦 1831 – 1907 Príncipe Ding Shen do Segundo Grau 定慎郡王 1854 – 1907                 | Puxu 溥煦 1831 – 1907 Príncipe Ding Shen do Segundo Grau 定慎郡王 1854 – 1907                 | Puxu 溥煦 1831 – 1907 Príncipe Ding Shen do Segundo Grau 定慎郡王 1854 – 1907                 | Puxu 溥煦 1831 – 1907 Príncipe Ding Shen do Segundo Grau 定慎郡王 1854 – 1907                 | Puxu 溥煦 1831 – 1907 Príncipe Ding Shen do Segundo Grau 定慎郡王 1854 – 1907                 |                                                              |                                                              |                                                              |                                                              |                                                                                    |                                                                                    |                                                                                    |                                                                                    |                                                                                    |                                                                                    | Pu Yi 溥儀 1906 – 1967 | Pu Yi 溥儀 1906 – 1967 | Pu Yi 溥儀 1906 – 1967 | Pu Yi 溥儀 1906 – 1967 | Pu Yi 溥儀 1906 – 1967 | Pu Yi 溥儀 1906 – 1967 |   |   |  |  | Yunying 韞媖 1909 – 1925 | Yunying 韞媖 1909 – 1925 | Yunying 韞媖 1909 – 1925 | Yunying 韞媖 1909 – 1925 | Yunying 韞媖 1909 – 1925 | Yunying 韞媖 1909 – 1925 |  |  | Yunying 韞穎 1913 – 1992 | Yunying 韞穎 1913 – 1992 | Yunying 韞穎 1913 – 1992 | Yunying 韞穎 1913 – 1992 | Yunying 韞穎 1913 – 1992 | Yunying 韞穎 1913 – 1992 |
| |   |   |   |   |   |                                                          |                                                          |                                                          |                                                          |                                                          |                                                          |   |   |               |               |                                            |               |               |               |   |   |                                                                                               |                                                                                               |                                                                                               |                                                                                               |                                                                                               |                                                                                               |                                                              |                                                              |                                                              |                                                              |                                                                                    |                                                                                    |                                                                                    |                                                                                    |                                                                                    |                                                                                    |                        |                        |                        |                        |                        |                        |   |   |  |  |                          |                          |                          |                          |                          |                          |  |  |                          |                          |                          |                          |                          |                          |
| |   |   |   |   |   |                                                          |                                                          |                                                          |                                                          |                                                          |                                                          |   |   |               |               |                                            |               |               |               |   |   |                                                                                               |                                                                                               |                                                                                               |                                                                                               |                                                                                               |                                                                                               |                                                              |                                                              |                                                              |                                                              |                                                                                    |                                                                                    |                                                                                    |                                                                                    |                                                                                    |                                                                                    |                        |                        |                        |                        |                        |                        |   |   |  |  |                          |                          |                          |                          |                          |                          |  |  |                          |                          |                          |                          |                          |                          |
| 2 | 2 | 2 | 2 | 2 | 2 |                                                          |                                                          |                                                          |                                                          |                                                          |                                                          |   |   |               |               | 1                                          | 1             | 1             | 1             | 1 | 1 |                                                                                               |                                                                                               |                                                                                               |                                                                                               |                                                                                               |                                                                                               |                                                              |                                                              |                                                              |                                                              |                                                                                    |                                                                                    |                                                                                    |                                                                                    |                                                                                    |                                                                                    |                        |                        |                        |                        |                        |                        |   |   |  |  |                          |                          |                          |                          |                          |                          |  |  |                          |                          |                          |                          |                          |                          |
| 2 | 2 | 2 | 2 | 2 | 2 | Yulang 毓朗 1864 – 1922 Beile Minda 敏達貝勒 1907 – 1922 | Yulang 毓朗 1864 – 1922 Beile Minda 敏達貝勒 1907 – 1922 | Yulang 毓朗 1864 – 1922 Beile Minda 敏達貝勒 1907 – 1922 | Yulang 毓朗 1864 – 1922 Beile Minda 敏達貝勒 1907 – 1922 | Yulang 毓朗 1864 – 1922 Beile Minda 敏達貝勒 1907 – 1922 | Yulang 毓朗 1864 – 1922 Beile Minda 敏達貝勒 1907 – 1922 |   |   |               |               | 1                                          | 1             | 1             | 1             | 1 | 1 |                                                                                               |                                                                                               |                                                                                               |                                                                                               |                                                                                               |                                                                                               | Yuzhang 毓長 1851 – 1903 Defensor Geral 鎮國將軍 1872 – 1903 | Yuzhang 毓長 1851 – 1903 Defensor Geral 鎮國將軍 1872 – 1903 | Yuzhang 毓長 1851 – 1903 Defensor Geral 鎮國將軍 1872 – 1903 | Yuzhang 毓長 1851 – 1903 Defensor Geral 鎮國將軍 1872 – 1903 | Yuzhang 毓長 1851 – 1903 Defensor Geral 鎮國將軍 1872 – 1903                       | Yuzhang 毓長 1851 – 1903 Defensor Geral 鎮國將軍 1872 – 1903                       |                                                                                    |                                                                                    |                                                                                    |                                                                                    |                        |                        |                        |                        |                        |                        |   |   |  |  |                          |                          |                          |                          |                          |                          |  |  |                          |                          |                          |                          |                          |                          |
| |   |   |   |   |   | Yulang 毓朗 1864 – 1922 Beile Minda 敏達貝勒 1907 – 1922 | Yulang 毓朗 1864 – 1922 Beile Minda 敏達貝勒 1907 – 1922 | Yulang 毓朗 1864 – 1922 Beile Minda 敏達貝勒 1907 – 1922 | Yulang 毓朗 1864 – 1922 Beile Minda 敏達貝勒 1907 – 1922 | Yulang 毓朗 1864 – 1922 Beile Minda 敏達貝勒 1907 – 1922 | Yulang 毓朗 1864 – 1922 Beile Minda 敏達貝勒 1907 – 1922 |   |   |               |               |                                            |               |               |               |   |   |                                                                                               |                                                                                               |                                                                                               |                                                                                               |                                                                                               |                                                                                               | Yuzhang 毓長 1851 – 1903 Defensor Geral 鎮國將軍 1872 – 1903 | Yuzhang 毓長 1851 – 1903 Defensor Geral 鎮國將軍 1872 – 1903 | Yuzhang 毓長 1851 – 1903 Defensor Geral 鎮國將軍 1872 – 1903 | Yuzhang 毓長 1851 – 1903 Defensor Geral 鎮國將軍 1872 – 1903 | Yuzhang 毓長 1851 – 1903 Defensor Geral 鎮國將軍 1872 – 1903                       | Yuzhang 毓長 1851 – 1903 Defensor Geral 鎮國將軍 1872 – 1903                       |                                                                                    |                                                                                    |                                                                                    |                                                                                    |                        |                        |                        |                        |                        |                        |   |   |  |  |                          |                          |                          |                          |                          |                          |  |  |                          |                          |                          |                          |                          |                          |
| 2 | 2 | 2 | 2 | 2 | 2 |                                                          |                                                          |                                                          |                                                          |                                                          |                                                          |   |   |               |               | 4                                          | 4             | 4             | 4             | 4 | 4 |                                                                                               |                                                                                               |                                                                                               |                                                                                               |                                                                                               |                                                                                               |                                                              |                                                              |                                                              |                                                              |                                                                                    |                                                                                    |                                                                                    |                                                                                    |                                                                                    |                                                                                    |                        |                        |                        |                        |                        |                        |   |   |  |  |                          |                          |                          |                          |                          |                          |  |  |                          |                          |                          |                          |                          |                          |
| 2 | 2 | 2 | 2 | 2 | 2 | Hengxiang 恆香                                           | Hengxiang 恆香                                           | Hengxiang 恆香                                           | Hengxiang 恆香                                           | Hengxiang 恆香                                           | Hengxiang 恆香                                           |   |   | Rongyuan 榮源 | Rongyuan 榮源 | Rongyuan 榮源                              | Rongyuan 榮源 | Rongyuan 榮源 | Rongyuan 榮源 | 4 | 4 |                                                                                               |                                                                                               | Hengxin 恒馨                                                                                  | Hengxin 恒馨                                                                                  | Hengxin 恒馨                                                                                  | Hengxin 恒馨                                                                                  | Hengxin 恒馨                                                 | Hengxin 恒馨                                                 |                                                              |                                                              |                                                                                    |                                                                                    |                                                                                    |                                                                                    |                                                                                    |                                                                                    |                        |                        |                        |                        |                        |                        |   |   |  |  |                          |                          |                          |                          |                          |                          |  |  |                          |                          |                          |                          |                          |                          |
| |   |   |   |   |   | Hengxiang 恆香                                           | Hengxiang 恆香                                           | Hengxiang 恆香                                           | Hengxiang 恆香                                           | Hengxiang 恆香                                           | Hengxiang 恆香                                           |   |   | Rongyuan 榮源 | Rongyuan 榮源 | Rongyuan 榮源                              | Rongyuan 榮源 | Rongyuan 榮源 | Rongyuan 榮源 |   |   |                                                                                               |                                                                                               | Hengxin 恒馨                                                                                  | Hengxin 恒馨                                                                                  | Hengxin 恒馨                                                                                  | Hengxin 恒馨                                                                                  | Hengxin 恒馨                                                 | Hengxin 恒馨                                                 |                                                              |                                                              |                                                                                    |                                                                                    |                                                                                    |                                                                                    |                                                                                    |                                                                                    |                        |                        |                        |                        |                        |                        |   |   |  |  |                          |                          |                          |                          |                          |                          |  |  |                          |                          |                          |                          |                          |                          |
| |   |   |   |   |   |                                                          |                                                          |                                                          |                                                          |                                                          |                                                          |   |   |               |               |                                            |               |               |               |   |   |                                                                                               |                                                                                               |                                                                                               |                                                                                               |                                                                                               |                                                                                               |                                                              |                                                              |                                                              |                                                              |                                                                                    |                                                                                    |                                                                                    |                                                                                    |                                                                                    |                                                                                    |                        |                        |                        |                        |                        |                        |   |   |  |  |                          |                          |                          |                          |                          |                          |  |  |                          |                          |                          |                          |                          |                          |
| |   |   |   |   |   |                                                          |                                                          |                                                          |                                                          |                                                          |                                                          |   |   |               |               |                                            |               |               |               |   |   |                                                                                               |                                                                                               |                                                                                               |                                                                                               |                                                                                               |                                                                                               |                                                              |                                                              |                                                              |                                                              |                                                                                    |                                                                                    |                                                                                    |                                                                                    |                                                                                    |                                                                                    |                        |                        |                        |                        |                        |                        |   |   |  |  |                          |                          |                          |                          |                          |                          |  |  |                          |                          |                          |                          |                          |                          |
| 2 | 2 | 2 | 2 | 2 | 2 |                                                          |                                                          | 1                                                        | 1                                                        | 1                                                        | 1                                                        | 1 | 1 |               |               | 1                                          | 1             | 1             | 1             | 1 | 1 |                                                                                               |                                                                                               |                                                                                               |                                                                                               |                                                                                               |                                                                                               |                                                              |                                                              |                                                              |                                                              |                                                                                    |                                                                                    |                                                                                    |                                                                                    |                                                                                    |                                                                                    |                        |                        |                        |                        |                        |                        |   |   |  |  |                          |                          |                          |                          |                          |                          |  |  |                          |                          |                          |                          |                          |                          |
| 2 | 2 | 2 | 2 | 2 | 2 | Runqi 潤麒                                               | Runqi 潤麒                                               | Runqi 潤麒                                               | Runqi 潤麒                                               | Runqi 潤麒                                               | Runqi 潤麒                                               | 1 | 1 |               |               | 1                                          | 1             | 1             | 1             | 1 | 1 | Runliang 潤良                                                                                 | Runliang 潤良                                                                                 | Runliang 潤良                                                                                 | Runliang 潤良                                                                                 | Runliang 潤良                                                                                 | Runliang 潤良                                                                                 |                                                              |                                                              | Wanrong 婉容 1904 – 1946                                     | Wanrong 婉容 1904 – 1946                                     | Wanrong 婉容 1904 – 1946                                                           | Wanrong 婉容 1904 – 1946                                                           | Wanrong 婉容 1904 – 1946                                                           | Wanrong 婉容 1904 – 1946                                                           |                                                                                    |                                                                                    |                        |                        |                        |                        |                        |                        |   |   |  |  |                          |                          |                          |                          |                          |                          |  |  |                          |                          |                          |                          |                          |                          |
| |   |   |   |   |   | Runqi 潤麒                                               | Runqi 潤麒                                               | Runqi 潤麒                                               | Runqi 潤麒                                               | Runqi 潤麒                                               | Runqi 潤麒                                               |   |   |               |               |                                            |               |               |               |   |   | Runliang 潤良                                                                                 | Runliang 潤良                                                                                 | Runliang 潤良                                                                                 | Runliang 潤良                                                                                 | Runliang 潤良                                                                                 | Runliang 潤良                                                                                 |                                                              |                                                              | Wanrong 婉容 1904 – 1946                                     | Wanrong 婉容 1904 – 1946                                     | Wanrong 婉容 1904 – 1946                                                           | Wanrong 婉容 1904 – 1946                                                           | Wanrong 婉容 1904 – 1946                                                           | Wanrong 婉容 1904 – 1946                                                           |                                                                                    |                                                                                    |                        |                        |                        |                        |                        |                        |   |   |  |  |                          |                          |                          |                          |                          |                          |  |  |                          |                          |                          |                          |                          |                          |
| |   |   |   |   |   |                                                          |                                                          |                                                          |                                                          |                                                          |                                                          |   |   |               |               |                                            |               |               |               |   |   |                                                                                               |                                                                                               |                                                                                               |                                                                                               |                                                                                               |                                                                                               |                                                              |                                                              |                                                              |                                                              |                                                                                    |                                                                                    |                                                                                    |                                                                                    |                                                                                    |                                                                                    |                        |                        |                        |                        |                        |                        |   |   |  |  |                          |                          |                          |                          |                          |                          |  |  |                          |                          |                          |                          |                          |                          |
| |   |   |   |   |   |                                                          |                                                          |                                                          |                                                          |                                                          |                                                          |   |   |               |               |                                            |               |               |               |   |   |                                                                                               |                                                                                               |                                                                                               |                                                                                               |                                                                                               |                                                                                               |                                                              |                                                              |                                                              |                                                              |                                                                                    |                                                                                    |                                                                                    |                                                                                    |                                                                                    |                                                                                    |                        |                        |                        |                        |                        |                        |   |   |  |  |                          |                          |                          |                          |                          |                          |  |  |                          |                          |                          |                          |                          |                          |
| |   |   |   |   |   |                                                          |                                                          |                                                          |                                                          |                                                          |                                                          |   |   |               |               |                                            |               |               |               |   |   |                                                                                               |                                                                                               |                                                                                               |                                                                                               |                                                                                               |                                                                                               |                                                              |                                                              |                                                              |                                                              |                                                                                    |                                                                                    |                                                                                    |                                                                                    |                                                                                    |                                                                                    |                        |                        |                        |                        |                        |                        |   |   |  |  |                          |                          |                          |                          |                          |                          |  |  |                          |                          |                          |                          |                          |                          |
| |   |   |   |   |   |                                                          |                                                          |                                                          |                                                          |                                                          |                                                          |   |   |               |               |                                            |               |               |               |   |   |                                                                                               |                                                                                               |                                                                                               |                                                                                               |                                                                                               |                                                                                               |                                                              |                                                              |                                                              |                                                              |                                                                                    |                                                                                    |                                                                                    |                                                                                    |                                                                                    |                                                                                    |                        |                        |                        |                        |                        |                        |   |   |  |  |                          |                          |                          |                          |                          |                          |  |  |                          |                          |                          |                          |                          |                          |

## Prêmios e honrarias
- Grande Ordem da Flor da Orquídea (19 de abril de 1934) -  Manchukuo
- Ordem da Coroa Preciosa (6 de junho de 1934) -  Império do Japão

## Irmãos
Wanrong tinha dois irmãos. O mais velho, Runliang (潤良; 1904–1925), casou-se com a primeira irmã de Pu Yi, Yunying (não confundir com Jin Yunying) (韞媖; 1909–1925). Eles não tiveram filhos. O irmão mais novo de Wanrong, Runqi (潤麒; 1912–2007), casou-se com a terceira irmã de Pu Yi, Yunying (韞穎; 1913–1992). Eles tiveram dois filhos e uma filha.

## Representações na mídia
Wanrong foi retratada por Joan Chen no filme de Bernardo Bertolucci de 1987, O Último Imperador. 
Em 2005, aos 93 anos, Runqi, irmão de Wanrong, irritado com a forma como a mídia e as equipes de teatro retrataram sua irmã, processou, dizendo: "Enquanto eu viver, não permitirei invenções irresponsáveis e até mesmo insultos pessoais sobre a vida de Wanrong. história de vida! Insultuoso!"  Ainda na década de 2000, Runqi disse que o rosto triste de Wanrong quando ela foi designada Imperatriz ainda permanecia em sua mente. 